# التعليم في عصر محمد علي

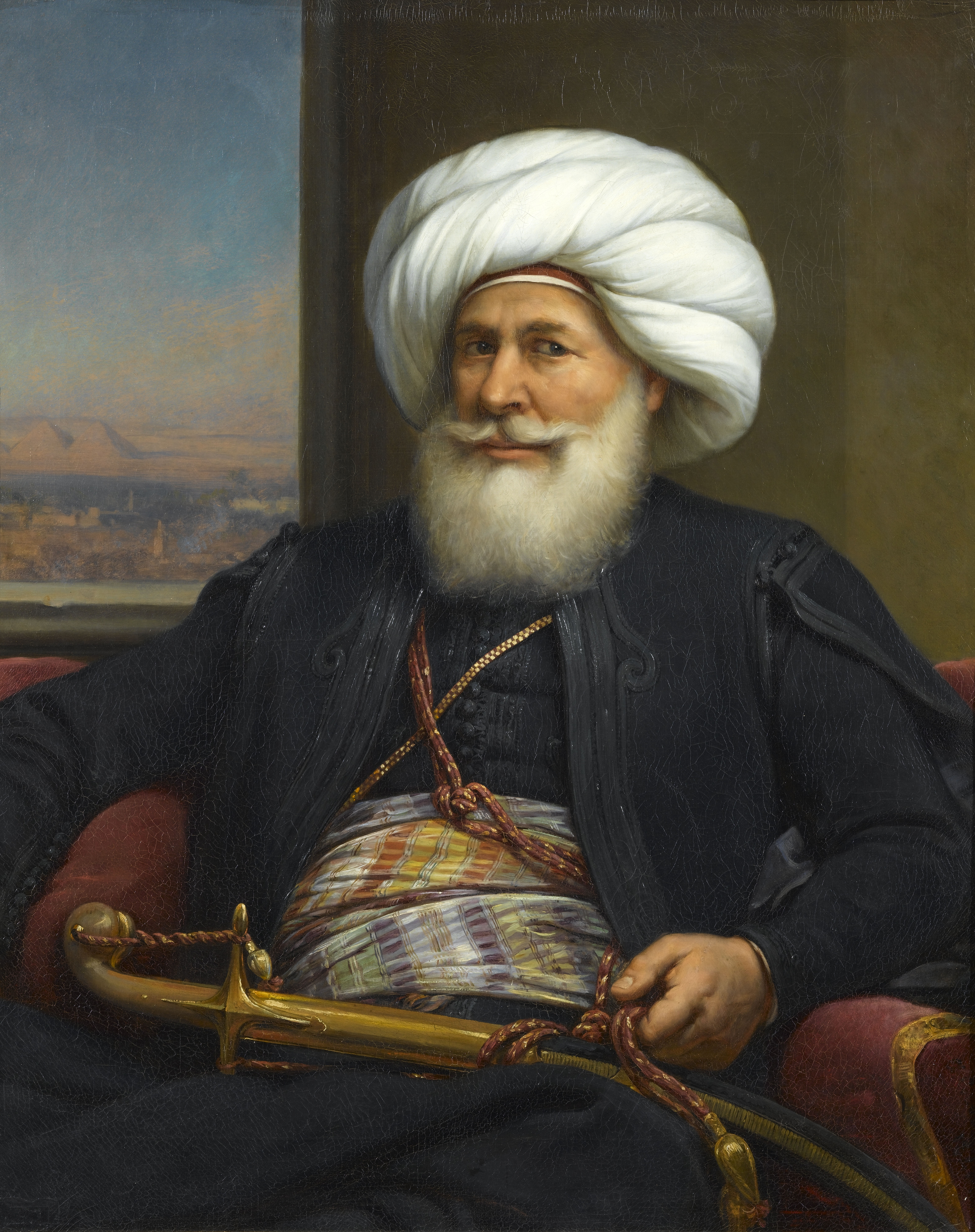
محمد علي باشا مؤسس مصر الحديثة

وجه محمد علي جزءًا كبيرًا من جهوده إلى إحياء العلوم والآداب في مصر، وذلك بنشر المدارس على اختلاف درجاتها، وإرسال البعثات العلمية[ ؟ ] إلى أوروبا، وقد اتبع في هذا السبيل تلك الفكرة التي اتبعها في إنشاء الجيش والأسطول[ ؟ ]، ذلك أنه اقتبس النظم الأوروبية الحديثة في نشر لواء العلوم والعرفان، فأسس المدارس الحديثة، وأخذ من الحضارة الأوروبية خير ما انتجته العلوم والقرائح، فنهض بالأفكار والعلوم في مصر نهضة كبرى كانت أساس تقدم مصر العلمي الحديث.

## المدارس في عصر محمد علي
عنى محمد علي بنشر التعليم على اختلاف درجاته من عال إلى ثانوي إلى ابتدائي، ويتبين من مقارنة تاريخ المنشات العلمية أنه عنى أولا بتاسيس المدارس العالية وايفاد البعثات، ثم وجه نظره إلى التعليم الابتدائي، ونعم ما فعل، لان الامم انما تنهض اولا بالتعليم العالي الذي هو اساس النهضة العلمية.
وقد أراد بادئ الأمر ان يكون طبقة من المتعلمين تعلما عاليا يستعين بهم في القيام باعمال الحكومة والعمران في البلاد، وفي نشر التعليم بين طبقات الشعب، وهذا هو التدبير الذي برهنت عليه التجارب انه خير ما تنخض به الامم، وقد ساعد على تكوين طبقة تعلمت تعلما عاليا قبل إنشاء المدارس الابتدائية والثانوية ان الأزهر كفل امداد المدارس العالية والبعثات بالشبان المتعلمين الذين حازوا من الثقافة قسطا يؤهلهم لتفهم دروس المدارس العالية في مصر أو في أوروبا، فكان الأزهر خير عضو للتعليم العالي.

### مدرسة الهندسة بالقلعة
المهندسخانة
ويبدو لنا أن أول ما فكر فيه محمد علي من بين المدارس العالية مدرسة الهندسة، وهذا يدلك على الجانب العملي من تفكيره، فانه راى البلاد في حاجة إلى مهندسين لتعهد أعمال العمران فيها، فبدا بتعليم الهندسة.
وظاهر مما ذكره الجبرتي في حوادث 1231 هـ (1816 م) ان أول مدرسة للهندسة بمصر يرجع عهد تاسيسها إلى تلك السنة، وذلك ان أحد أبناء البلد على حد تعبير الجبرتي واسمه حسين شلبي عجوة، اخترع آلة لضرب الارز وتبييضه، وقدم نموذحا إلى محمد علي، فاعجب بها وانعم على مخترعها بمكافاة، وامره بتركيب مثل هذه الآلة في دمياط، وأخرى في رشيد، فكان هذا الاختراع باعثا لتوجيه فكره إلى إنشاء مدرسة للهندسة، فانشاها في القلعة.

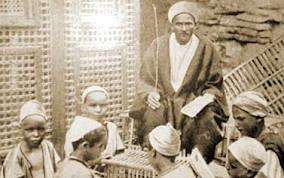
التعليم

## رواية الجبرتي
قال الجبرتي: 
| التعليم في عصر محمد علي | ان الباشا لما راى هذه النكتة من حسين شلبي هذا قال ان في اولاد مصر نجابة وقابلية للمعرفة، فامر ببناء مكتب (مدرسة) بحوش السراية (بالقلعة) ورتب فيه جملة من اولاد البلد، ومماليك الباشا، وجعل معلمهم حسن افندي المعروف بالدرويش الموصلي، يقرر لهم قواعد الحساب والهندسة وعلم المقادير والقياسات، والارتفاعات. واستخرج المجهولات مع مشاركة شخص رومي (تركي) يقال له روح الدين افندي، بل واشخاصا من الافرنج، واحضر لهم الات هندسية متنوعة من اشغال الانجليز ياخذون بها الابعاد والارتفاعات والمساحة، ورتب لهم شهريات وكساوى في السنة، واستمروا على الاجتماع بهذا المكتب، وسموه مهندسخانة، في كل يوم من الصباح إلى بعد الظهيرة، ثم ينزلون إلى بيوتهم ويخرجون في بعض الايام إلى الخلاء لتعلم مساحات الاراضي وقياساتها بالاقصاب وهو الغرض المقصود للباشا | التعليم في عصر محمد علي |

فهذه بعينها هي مدرسة الهندسة أو المهندسخانة بما فيها من دروس الرياضة والهندسة وما إليها، وتلاميذها يتعلمون مجانا وترتب لهم رواتب شهرية وكساوى ولها اساتذة من امثال حسن افندي الدرويش الموصلي وروح الدين افندي «بل واشخاص من الإفرنج» كما يعتبر الجبرتي.
وقد دعا الجبرتي إلى الكلام عن هذه المدرسة في ترجمة حسن افندي الدريوش المتوفى سنة 1231 هـ فقال: «لما رغب الباشا في إنشاء محل لمعرفة علم الحساب والهندسة والمساحة تعين المترجم رئيسا ومعلما لمن يكون متعلما بذلك المكتب، وذلك انه تداخل بتحيلاته لتعليم مماليك الباشا الكتابة والحساب ونحو ذلك، ورتب له خروجا وشهرية ونجب تحت يده المماليك في معرفة الحسابات ونحوها، واعجب الباشا ذلك فذاكره وحسن له بان يفرد مكانا للتعليم، ويضم إلى مماليكه من يريد التعليم من اولاد الناس، فامر بانشاء ذلك المكتب واحضر اليه اشياء من الات الهندسة والمساحة والهيئة الفلكية من بلاد الإنجليز وغيرهم، واستجلب من اولاد البلد ما ينيف على الثمانين شخصا من الشبان الذين فيهم قابلية التعليم، ورتبوا لكل شخص شهرية وكسوة من اخر السنة، فكان يسعى في تعجيل كسوة الفقير منهم ليتجملوا بها بين اقرانه، ويواسي من يستحق المواساة، ويشتري لهم الحمير مساعدة لطلوعهم ونزولهم إلى القلعة، فيجتمعون للتعليم في كل يوم من الصباح إلى بعد الظهر واضيف اليه اخر حضر من اسلامبول له معرفة بالحسابيات والهندسيات لتعليم من يكون اعجميا لا يعرف العربية مساعدا للمترجم في التعليم يسمى روح الدين افندي، فاستمر نحوا من تسعة أشهر ومات المترجم وانفرد برياسة المكتب روح الدين افندي».
هذا ما ذكره الجبرتي، ومنه يؤخذ قطعا ان أول مدرسة للهندسة انشئت سنة 1816 بالقلعة، وبذلك تكون هذه المدرسة أول مدرسة عالية انشئت في عصر محمد علي، لان المدارس الأخرى انشئت بعد ذلك التاريخ، ويؤخذ من كلام الجبرتي ان التعليم فيها كان مجانيا، وكانت الحكومة تؤدي رواتب شهرية لتلاميذها، وكذلك كان شانها في كل المدارس التي انشئها، ويفهم أيضا من كلام الجبرتي ان إنشاء هذه المدرسة راجع إلى ما ظهر من المصريين من المواهب في الكفاءة والابتكار، فان ما راته محمد علي من حسين شلبي إذ وافق إلى هذا الاختراع، أو النكتة، كما يقول الجبرتي، جعله يفكر في إنشاء المدرسة، فحسن استعداد المصريين وذكاؤهم الفطري كانا من اعظم ما حفز همة محمد علي إلى إنشاء المدارس في مصر.
ويحصل من رواية الجبرتي ان مدرسة الهندسة كان بها مدرسون من الإفرنج، ولعل هذه المدرسة هي التي يشير إليها الأمر الصادر من محمد علي باشا بتاريخ 4 ذي الحجة سنة 1235 (12 سبتمبر سنة 1820) إلى كتخدا بك بتعيين أحد القسس لاعطاء دروس في اللغة الطليانية والهندسة لبعض تلامذتها وان يخصص له محل للتدريس في القلعة، والهيا أيضا يشير الأمر الصادر بتاريخ 16 سبتمبر من تلك السنة بتعيين الخواجة قسطي بمدرسة المهندسخانة لتدريس الرياضة والرسم بها.

### مدرسة المهندسخانة ببولاق
والظاهر ان مدرسة القلعة لم تف على مر السنين بحاجات البلاد إلى المهندسين، أو ان برنامجها لم يكن وافيا بالمرام، فانشا محمد علي في سنة 1834 مدرسة أخرى للمهندسخانة في بولاق، وعين ارتين افندي أحد خريجي البعثات العلمية وكيلا لها، ثم تولى نظارتها يوسف حاككيان افندي أحد خريجي البعثات أيضا، وفي سنة 1838 اسندت نظارتها يوسف لامبير بك لغاية سنة 1840 إذ تولاها علي مبارك بك (باشا)، وهذه المدرسة من اجل وانفع المدارس التي انشاها محمد علي باشا، ومنها تخرج عدد كبير من المهندسين الذين خدموا البلاد خدمات جليلة، ومحمود باشا الفلكي، ودقة بك، وإبراهيم بك رمضان، وأحمد بك فايد وسلامة باشا.

## مدرسة الطب

### مدرسة الطب في أبي زعبل
اسس محمد علي مدرسة الطب سنة 1827 اجابة لاقتراح الدكتور كلوت بك، وكان مقرها في أول عهدها بابي زعبل لوجود المستشفى العسكري بها من قبل، فانشئت المدرسة بالمستشفى إذ كان اليق مكان في ذلك الحين لايواء المدرسة لتوافر وسائل التعليم الطبي والتمرين، والغرض منها تخريج الأطباء المصريين للجيش، ثم صار الغرض عاما بان صار الأطباء يؤدون الأعمال الصحية للجيش وللبلاد عامة.
واختارت الحكومة للمدرسة مائة تلميذ من طلبة الأزهر، وتولى ادارتها وإدارة المستشفى الدكتور كلوت بك، فاختار لها طائفة من خيرة الاستاذة الأوروبيين ومعظمهم من الفرنسيين يدرسون علوم التشريح والجراحة، والامراض الباطنية، والمادة الطبية، وعلم الصحة، والصيدلة، والطب الشرعي، والطبيعة، والكيمياء، والنبات، وكان فيها اساتذة اخرون لتدريس اللغة الفرنسية للتلاميذ الأزهريين.
وقد بذل كلوت بك جهودا صادقا للنهوض بالمدرسة والسير بها إلى ذروة النجاح، واعترتضه صعوبا جمة واهمها لغة التعليم، فقد كان المقرر جعل التعليم باللغة العربية، ولكن الاساتذة كانوا يجهلون تلك اللغة، فاختير لهم مترجمون يجيدون اللغتين الفرنسية والعربية، فكان المدرس ياتي إلى الفرقة ومعه المترجم فيلقي الدرس بالفرنسية وينقله المترجم إلى العربية، ويكتبه التلاميذ بخطوطهم في كراريسهم.
ثم صار المترجمون يختارون من بين أوائل تلاميد المدرسة الذين تعلموا اللغة الفرنسية في ساعات فراغهم وفي معهد الحق خصيصا بالمدرسة لتعلم تلك اللغة، لكن هذا المعهد لم يلبث ان الغي.
والحق بالمستشفى حديقة للنبات فيها كل ما تنب الأرض من العقاقير والنباتات النادرة. وبعد خمس سنوات من إنشاء المدرسة تخرجت الطائفة الأولى من تلاميذها، فوزعوا على المستشفيات وفيالق الجيش، واختير من بينهم المتفوقين على اقرانهم وهم عشرون، فابقي منهم ثمانية في المدرسة في وظيفة معيدين للدروس، وارسل الاثنا عشر الباقون إلى باريس لاتقان علومهم واتمامها، فلما عادوا عينوا اساتذة في المدرسة، وهم الذين تالفت منهم البعثة العلمية الرابعة كما سيجئ بيانه.
ذكر المسيو مانجان ان عدد تلاميذ مدرسة الطب بلغ سنة 1837 140 طالبا و50 طالبا في مدرسة الصيدلة، ووصف مستشفى أبي زعبل، فقال انه احتوى على 720 سريرا، وان غرفة منسقة تنسيقا بديعا، يتخللها الهواء الطلق، وتسودها النظافة حيث عهد إلى مدرسي مدرسة الطب ملاحظة خدمة المستشفى فجمعوا بين التدريس وملاحظة المستشفى.
ثم نقلت المدرسة ونقل معها المستشفى إلى مص رسنة 1837، واختير لها قصر العيني فصارت المدرسة والمستشفى اقرب إلى القاهرة وادعى إلى نشر التعليم الطبي ومعالجة المرضى.

### مدرسة الصيدلة ومدرسة الولادة
والحق بمدرسة الطب مدرسة خاصة للصيدلة، ثم مدرسة للقابلات والولادة واختيرت لهذه الأخيرة طائفة من السودانيات والحبشيات تعلمن فيها اللغة العربية وفن الولادة والحق بمدرستهم مستشفى صغير للنساء ثم نقلت المدرسة من أبي زعل إلى القاهرة.

## كلوت بك
هو صاحب الفضل الكبير على النهضة الطبية الحديثة في مصر، ولد في مدينة جرينوبل بفرنسا سنة 1793 من ابوين فقيرين، ولما ترعرع اكب على الدرس على ما كان فيه من عوز وفاقة، وتعلم الطب واضطر ان يشتغل صبيا عند حلاق بمرسيليا ليتابع دروسه، ولم يزل مكبا على تعلم الطب إلى أن أخذ اجازته وعين طبيبا ثانيا في مستشفى الصدقة بمرسيليا، ثم انفصل عن هذا المنصب، ومارس مهنة الطب في تلك المدينة إلى أن تعرف إلى تاجر فرنسي كان محمد علي عهد إليه ان يختار له طبيبا للجيش المصري، فرغب إليه قبول هذه المهمة فرضى بها وجاء مصر سنة 1825، وكان عل اخلاق فاضلة وعزيمة صادقة، فعهد إليه محمد علي تنظيم الإدارة الصحية للجيش المصري المنشاة حوالي سنة 1820، وجعله رئيس أطباء الجيش فعنى بتنظيم هذه الإدارة عناية تامة، ولما كانت الخانكة حين مجيئه إلى مصر مقرا للمعسكر العام للجيش اشار على محمد علي باشا بانشاء مستشفى عسكري بابي زعبل بجوار المعسكر العام، فانفذ محمد علي اقتراحه وانشا المستشفى الذي صار فيما بعد مستشفى عاما لمعالجة الجنود وغيرهم ونموذجا للمستشفيات التي انشئت من بعده، ثم خطر له ان ينشئ بجوار المستشفى المذكور مدرسة لتخريج الأطباء من أبناء البلاد، فعمل محمد علي باقتراحه وانشا بابي زعبل سنة 1827 مدرسة الطب التي صارت مبعث النهضة الطبية في مصر، وتولى كلوت بك ادارتها ثم نقلت المدرسة ومعها المستشفى إلى قصر العيني سنة 1837 كما رايت في سباق الكلام، ولكلوت بك كثير من المؤلفات الطبية ترجم معظمها خريجو مدرسة الطب، وقد اسس مجلسا للصحة على النظام الفرنسي كان له فضل كبير في النهوض بالحالة الصحية للبلاد وعنى بتنظيم المستشفيات وانشا مجلس الصحة البحري في الإسكندرية.
وقد بذل جهودا صادقة في ترقية حالة البلاد الصحية ومقاومة الامراض، وهو الذي اشار باستعمال تطعيم الجدري لمقاومة انتشار هذا المرض في القطر المصري بعد أن كان يودي بحياة نحو ستين الفا من الأطفال كل عام، وكافح هو وتلاميذه وباء الكوليرا الذي وقع بمصر سنة 1830، وقد سر محمد علي لما بذله من جهود في مقاومة هذا الوباء فانعم عليه بالبكوية فصار يعرف بكلوت بك.
وبذل أيضا جهودا كبيرة في مقاومة الطاعون الذي حل بالبلاد سنة 1835 وانعم عليه لهذه المناسبة برتبة امير لواء.
ولما تولى عباس باشا الأول اضمحلت مدرسة الطب وعاد كلوت بك إلى فرنسا، ثم اقفلت المدرسة في عهد سعيد باشا وانتظم تلاميذها في سلك الجيش، غير ان سعيد باشا عاد واعتزم فتحها فاستدعى كلوت بك من فرنسا واعيد فتح المدرسة سنة 1856 باحتفال فخم، غير ان كلوت بك قد ضعفت صحته فارتحل إلى فرنسا سنة 1858 واقام بها إلى أن وافته المنية في أغسطس سنة 1868.

## مدرسة الألسن في القاهرة
انشئت سنة 1836 مدرسة الألسن (مكان فندق شبرد الآن 1930 تاريخ الطبعة الأولى) وهي التي تولى نظارتها رفاعة بك رافع سيجئ الكلام عنه في ترجمته.

## بقية المدارس العالية والخصوصية
1. مدرسة المعادن بمصر القديمة أسست سنة 1834
2. مدرسة المحاسبة بالسيدة زينب أسست سنة 1837
3. مدرسة الفنون والصنائع (وتسمى مدرسة العمليات) اسست سنة 1839 وتولى نظارتها يوسف حككايان بك.
4. مدرسة الصيدلة بالقلعة اسست سنة 1829.
5. مدرسة الزراعة بنبروه، ثم نقلت إلى شبرا سنة 1836، ثم الغيت سنة 1839.
6. مدرسة الطب البيطري، أنشئت أولا برشيد ثم نقلت إلى أبي زعبل بالقرب من مدرسة الطب، ثم نقلت إلى شبرا وتولى ادارتها المسيو هامون.
7. المدرسة التجهيزية (الثانوية) بابي زعبل، ثم نقلت إلى الازبكية.
8. المدرسة التجهيزية بالإسكندرية.

## ديوان المدارس
لما تقدمت المدارس العالية والخصوصية التي انشاها محمد علي، واتسع نطاقها راى ان ينشئ لها إدارة خاصة سميت (ديوان المدارس) سنة 1837، وكان موجودا من قبل باسم مجلس شورى المدارس، وقد ساعد على تنظيم هذه الإدارة تخرج نوابغ أعضاء البعثات وعودتهم إلى مصر، فراى محمد علي ان يهيئ لهم الفرصة للانتفاع بمواهبهم في تنظيم نهضة التعليم فاسس ديوان المدارس، واسند رياسته إلى أمير اللواء مصطفى مختار بك أحد خريجي البعثة الأولى، فكان هذا الديوان أول وزارة للمعارف في مصر، وقد توفى مختار بك سنة 1838 وخلفه سنة 1839 امير اللواء أدهم بك (باشا) وهو ذلك الضابط القدير الذي كان مديرا للترسانة بالقلعة، وتكلمنا عنه انفا، وبقى يتولى هذا المنصب إلى سنة 1849.
وكان لديوان المدارس مجلس مؤلف من مصطفى مختار بك رئيسا، ومن الأعضاء الاتية اسماؤهم، كلوت بك، كياني بك، ارتين بك، اسطفان بك، حككيان بك، فارين بك، رفاعة رافع بك، محمد بيومي أفندي، لامبير بك، هامون بك، دوزول، بعض هؤلاء الأعضاء من خريجي البعثات المصرية.
وقد قرر هذا المجلس تنظيم التعليم بالمدارس، ووضع لائحة لنشر التعليم الابتدائي تشمل 27 مادة ذكر فيها ضرورة إنشاء خمسين مدرسة ابتدائية، منها 4 بالقاهرة، وواحدة بالإسكندرية، والباقي في انحاء القطر المصري لنشر التعليم بين طبقات الأمة، وقضت هذه اللائحة بان يكون عدد التلاميذ بكل مدرسة بمصر والإسكندرية 200 تلميذ، وبكل مدرسة من مدارس الاقاليم 100 تلميذ.
فديوان المدارس اذن هو مبتكر نظام التعليم الابتدائي في مصر، ولذلك يلاحظ ان معظم المدارس الابتدائية (وتسمى مكاتب) انشئت سنة 1837 أوما بعدها.

## المدارس الابتدائية
وهذه أسماء المدارس الابتدائية التي انشئت في عصر محمد علي مرتبة بحسب المديريات.
1. البحيرة: مدرسة الرحمانية، مدرسة النجيلة وشبراخيت، مدرسة دمنهور (ثم احيلت على مدرسة الرحمانية).
2. الغربية: مدرسة ابيرا، مدرسة المحلة الكبرى، مدرسة زفتى، مدرسة شربين، مدرسة طنطا، مدرسة فوه، مدرسة الجعفرية، مدرسة نبروه.
3. المنوفية: مدرسة اشمون جريس، مدرسة شبين الكوم، مدرسة منوف (ثم احيلت على مدرسة اشمون جريس).
4. الدقهلية: مدرسة المنصورة، مدرسة ميت غمر، مدرسة المنزلة، مدرسة صهرجت، مدرسة فارسكور، مدرسة محلة دمنه.
5. الشرقية: مدرسة الزقازيق، مدرسة العزيزية، مدرسة بلبيس، مدرسة كفور نجم، مدرسة ميت العز.
6. القليوبية: مدرسة بنها، مدرسة قليوب، مدرسة الخانكة (ثم نقلت إلى السيدة زينب)، مدرسة أبي زعبل، مدرسة طوخ.
7. الجيزة: مدرسة حلوان
8. الفيوم: مدرسة الفيوم
9. بني سويف: مدرسة بني سويف، مدرسة بوش.
10. المنيا: مدرسة المنيا، مدرسة الفشن، مدرسة بني مزار
11. اسيوط: مدرسة اسيوط، مدرسة أبو تيج، مدرسة الساحل، مدرسة ساقية موسى، مدرسة سنبو، مدرسة ملوي، مدرسة منفلوط
12. جرجا، مدرسة اخميم، مدرسة جرجا، مدرسة سوهاج، مدرسة طهطا.
13. قنا واسنا: مدرسة قامول، مدرسة قنا، مدرسة فرشوط، مدرسة اسنا.

ويلاحظ ان معظم المدارس الابتدائية قد الغيت في أواخر عهد محمد علي. وكان التعليم في المدارس كافة عالية وتجهيزية وابتدائية مجانا، والحكومة تنفق على التلاميذ من مسكن وغذاء وملبس، وتجري على كثير منهم الارزاق والمرتبات، ولكن لم يكن الأهالي في بدء افتتاح المدارس راضين عن ادخال أبنائهم فيها، بل كانوا نافرين منها نفورهم من الجندية، فكانت الحكومة تدخلهم المدارس في غالب الاحيان بالقوة، ولكن ما لبث الاهلون ان راوا ثمرات التعليم فكفوا عن المعارضة في تعليم أبنائهم في المدارس واقبلوا عليها.
وذكر كلوت بك ان عدد التلاميذ بمدارس القطر المصري قاطبة بلغ على عهد محمد علي 9000 تلميذ، تتولى الحكومة الإنفاق على تعليمهم وسكناهم وغذائهم، وملبسهم، وتؤدي لهم رواتب ضئيلة.

## البعثات العلمية في عصر محمد علي
وجه محمد علي همته إلى ايفاد البعثات المدرسية إلى أوروبا ليتم الشبان المصريون دراستهم في معاهدها العلمية، وهذه الفكرة تدل على ناحية من نواحي عبقرية محمد علي باشا، فهو لم يكن يكتف بأن يؤسس المدارس والمعاهد العلمية بمصر ليتلقي فيها المصريون العلوم التي تنهض بالمجتمع المصري، بل اعتزم ان ينقل إلى مصر معارف أوروبا وخبرة علمائها ومهندسيها ورجال الحرب والصنائع والفنون فيها، واراد ان تضارع مصر أوروبا في مضمار التقدم العلمي والاجتماعي، فقصد من إرسال البعثات تكوين فئة من المصريين المثقفين لا يقلون عن ارقى طبقة مهذبة في أوروبا.
واراد من جهة أخرى ان تجد مصر من خريجي هذه البعثات كفايتها من المعلمين في مدارسها العالية، والقواد والضباط لجيشها وبحريتها، ومهندسيها والقائمين على شؤون العمران فيها وإدارة حكومتها لكي لا تكون مع الزمن عالة على أوروبا من هذه الناحية.
ولم تاملت مليا في العصر الذي نشات فيه هذه الفكرة واختلجت في نفس محمد علي، لعجبت لعبقريته كيف انبتت هذا المشروع، ففي ذلك العصر لم يفكر حاكم شرقي ولا حكومة شرقية في ايفاد مثل هذه البعثات، وهذه تركيا وسلطانها كان يملك من الحول والسلطة أكثر مما يملك محمد علي، لم تفكر حينذاك أصلا في إيفاد البعثات المدرسية إلى المعاهد الأوروبية، فصدور هذه الفكرة في ذلك العصر وفي الوقت الذي كان محمد علي مشغولا فيه بمختلف الحروب والمشاريع والهواجس يدل حقيقة على عبقرية نادرة وهمة عالية.

### الإرساليات الأولى
بدأ محمد علي يرسل الطلبة المصريين إلى أوروبا حوالي سنة 1813 وما بعدها، وأولى بلاد اتجه إليه فكرة إيطاليا، فاوفد إلى ليفورن وميلانو وفلورنسا وروما وغيرها من المدن الإيطالية طائفة من الطلبة لدرس الفنون العسكرية وبناء السفن وتعلم الهندسة وغير ذلك من الفنون.
وأفراد هذه الرسالة لم يتناولهم الإحصاء الدقيق، وإنما يعرف منهم (نقولا مسابكي) افندي الذي أوفده إلى روما وميلانو سنة 1816 بواسطة المسيو روستي قنصل النمسا في مصر ليتعلم فن الطباعة وما إليها من سبك الحروف وصنع قوالبها، فاقام اربع سنوات ثم عاد إلى مصر فتولى إدارة مطبعة بولاق سنة 1821 وبقى مديرا لها إلى أن توفى سنة 1831.
ثم تجه نظر الباشا إلى فرنسا فارسل إليها طائفة من الطلبة، وكذلك ارسل إلى إنجلترا بعض التلاميذ لتلقي فن بناء السفن والملاحة ومناسيب الماء وصرفه والميكانيكا.
وبلغ عدد هؤلاء جميعا 28 طالبا، ولم يعرف افراد هذه الارساليات، وانما عرف من افراد بعثة فرنسا شاب كان له شان كبير في تنظيم البعثات الكبرى التي اخذت تتدفق نحو فرنسا، وهو عثمان نور الدين افندي الي صار اميرالا للأسطول المصري، وترجمنا له في الفصل السابق.

### البعثات الكبرى
أرسل محمد علي أول بعثة من البعثات الكبرى سنة 1826، وهي مؤلفة من أربعين تلميذا، ولحق بهم أربعة تلاميذ اخرون، فصار عدتهم سنة 1828 أربعة واربعين طالبا، واستمر يرسل الطلاب إلى فرنسا فيضمون إلى البعثة الأولى.
وفي سنة 1844 اوفد بعثة كبرى من الطلبة لتلقي العلوم والفنون الحربية مؤلفة من سبعين تلميذا اختارهم القائد سليمان باشا الفرنساوي من بين تلاميذ المدارس المصرية، ثم لحق بهم غيرهم، وكان بينهم أربعة من الامراء، منهم اثنان من أبناء محمد علين وهما الأمير عبد الحليم والامير حسين، وأثناء من أبناء إبراهيم باشا وهما الخديوي إسماعيل والامير أحمد، ولهذه البعثة الأخيرة انشئت المدرسة المصرية التي تولى ادارتها اسطفان بك واستمرت تؤدي عملها وهو تاهيل الطلبة لاتقان اللغة الفرنسية وممشاة المدارس العليا بفرنسا، إلى أن اقفلت سنة 1848، وقد اوفد بعثة صغيرة سنة 1847 إلى فرنسا من طلبة الأزهر لتلقي علم الحقوق فتعلم هؤلاء جميعا بارشاد المسيو جومار وتحت رقابته، وأرسل غير هؤلاء بعض التلاميذ إلى إنجلترا والنمسا.
قلنا ان الرسالات الثلاث الأولى لم يتناول الإحصاء الدقيق ببيان أعضائها، ولذلك صار مألوفا تعداد البعثات ابتداء من بعثة سنة 1826، وبعد العلامة علي باشا مبارك بعثة تلك السنة «أول رسالة ارسلت إلى أوروبا من الديار المصرية في زمن المرحوم العزيز محمد علي».

### عدد طلبة البعثات وما أنفق عليهم
وقد بلغ عدد الطلبة جميعا الذين أوفدهم محمد علي إلى أوروبا من سنة 1813 إلى سنة 1847 – 319 تلميذا، منهم 28 في الرسالات الثلاث الأولى ابتداء من سنة 1813 إلى سنة 1825 و291 في البعثات الكبرى ابتداء من سنة 1826، فيكون مجموعهم 310 تلميذا وهو عدد عظيم إذا قيس بدرجة الثقافة التي بلغتها مصر في ذلك العصر، وعظيم في نتائجه لأن هذه البعثات كان لها اوفر قسط في نهضة مصر الاجتماعية والعلمية والاقتصادية والحربية والسياسية.
وكما أن عدد تلاميذ هذه البعثات مما يسترعي النظر فإنه مما يحسن معرفته مبلغ النفقات التي تكلفتها، فقد دل الإحصاء على أنها بلغت 303360 من الجنيهات. من ذلك 30000 قيمة ما أنفق على الرسالات الأولى و273360 على البعثات الكبرى التي ارسلت من سنة 1826 إلى سنة 1847، بما في ذلك نفقة الأمراء أنجال محمد علي باشا وأحفاده ممن التحقوا بالبعثة الخامسة، وهو مبلغ ضئيل بالنسبة للخيرات التي نالتها مصر على أيدي خريجي تلك البعثات.

### عناية محمد علي بأعضاء البعثات ونموذج من رسائله إليهم
وكان محمد علي شديد العناية والاهتمام باعضاء البعثات، يتقصى أنباءهم ويتتبع احوالهم، ويكتب لهم من حين لاخر رسائل يستحثهم فيها على العمل والاجتهاد وينبههم إلى واجباتهم، وقد أورد رفاعة بك رافع نموذجا من رسائله، وهو كتاب بعثه إلى طلبة البعثة الأولى في سبتمبر سنة 1829 يدل على مبلغ عنايته بشانهم وحثه اياهم على الجهد والاجتهاد، قال فيه ما نصه حرفيا:

### البعثة الأولى سنة 1826
ارسلت هذه البعثة إلى فرنسا في يوليوة سنة 1826، واخذ اعضاؤها ينتظمون في سلك المدارس الفرنسية، ويتلقون العلوم والفنون باشراف المسيو جومار، وكان عدد البعثة أول ما ارسلت اربعين تلميذا، ثم لحق بهم أربعة آخرون فصار عدتهم 44 طالبا.
رجع منهم خمسة قبل اتمام دروسهم لضعف صحتهم أو نقص كفاءتهم، ووزع الباقون على مختلف العلوم والفنون، وقد احصاهم المسيو جومار في رسالته المنشورة بالمجلة الآسيوية journal asiatique وعنه نقلنا أسماءهم.
وسنذكر هنا عددهم وبيان اسماؤهم والفورع التي تخصصوا فيها والالقاب التي حازوها في المناصب التي تقلدوها بعد تخرجهم من البعثات.
4 لدراسة الإدارة الملكية أو الحقوق: عبدي شكري (باشا)، أرتين (بك)، سليم أفندي، محمد خسرو أفندي.
4 لدراسة الفنون الحربية والإدارة العسكرية: مصطفى مختار (بك)، راشد أفندي، أحمد (بك)، سليمان افندي.
2 للعلوم العسكرية: اسطفان (بك)، خسرو افندي.
3 للملاحة والفنون الحربية: حسن باشا الاسكندراني، محمود نامي بك، محمد شنان بك.
3 للهندسة البحرية: محمد مظهر باشا، سليمان افندي البحيري، علي افندي.
2 للمدفعية: عمر افندي، سليمان لاظ افندي.
2 للطلب والجراحة: علي هيبة، الشيخ محمد الدشطوطي.
2 للزراعة: يوسف افندي، خليل محمود افندي.
3 للتاريخ الطبيعي والمعادن: علي حسين افندي، أحمد النجدلي، أحمد افندي
2 لهندسة الري: مصطفى بهجت باشا المعروف اصلا بمصطفى محرمجي افندي، محمد بيومي افندي.
1 للميكانيكا: الشيخ أحمد العطار.
1 امام البعثة: الشيخ رفاعة بك رافع الذي صار انبه رجال البعثة ذكرا وارفعهم شانا.
2 لصنع الاسلحة وصب المدافع: امين بك الكرجي، أحمد حسن حنفي.
2 للطباعة والحفر: حسن افندي الورداني، محمد اسعد افندي.
4 للكيمياء: عمر الكومي، أحمد يوسف، أحمد شعبان، يوسف العياضي.
2 بدون تخصيص: امين افندي، أحمد افندي.
2 سافرا إلى مرسيليا وطولون: حسين افندي، قاسم الجندي.
3 عادوا لمصر لاسباب صحية أو لعدم اهليتهم: الشيخ محمد الرقيق، إبراهيم وهبه، الشيخ العلوي.

### البعثة الثانية سنة 1828
ارسلتها الحكومة المصرية إلى فرنسا اواخر سنة 1828، وكانت مؤلفة من 24 تلميذا تخصص معظمهم في الهندسة والرياضيات، وتخصص بعضهم في الطبيعيات وبعضهم في الحربية أو العلوم السياسية أو الطب.
أسماء من تناولهم الإحصاء:
4 للهندسة والرياضيات: إبراهيم رمضان بك، أحمد دقلة بك، أحمد طائل افندي، أحمد فايد باشا.
1 للطبيعيات: حسنين افندي علي البقلي.
2 للإدارة الملكية: حسن جركس افندي، حسين جركس افندي.
2 للحربية: خليل جراكيان افندي (عين وكيلا للمدرسة المصرية التي انشئت للبعثة الخامسة بباريس)، عثمان نوري افندي.
1 للعلوم السياسية: عابدين افندي، توفى أثناء تعلمه.
1 للطلب والترجمة: محمد افندي عبد الفتاح.
2 واحد من الاحباس وهو واوي بن كلهو، وواحد من امراء السودان وهو سلطان أبو مدين.

### البعثة الثالثة سنة 1829
هذه البعثة تغلب عليها الصبغة الصناعية، فمعظم افرادها ارسلوا للتخصص في مختلف الصناعات، ذلك حين اتجهت عزيمة محمد علي إلى إنشاء الصناعات الكبرى واقتباس العلوم والفنون الخاصة بالصناعة من المعاهد الأوروبية.
ارسلت الحكومة هذه البعثات سنة 1829 وهي مؤلفة من ثمانية وخمسين تلميذا، ارسلوا إلى فرنسا والنمسا وإنجلترا، وهاك توزيعهم بحسب الفروع التي تخصصوا لها كما ورد في الوقائع المصرية عدد 73:
التلاميذ الذين ارسلوا إلى فرنسا وعددهم 34:
2 لتعلم صناعة بصم الشيت 2 لتعلم صناعة الالات الجراحية. 2 لتعلم الري 2 لتعلم صناعة الساعات. 2 لتعلم صناعة الصاغة والجواهر. 2 لتعلم صناعة شمع العسل 2 لتعلم صناعة نسيج الاقمشة الحريرية 2 لتعلم صناعة النقش والدهان 2 لتعلم صناعة الاجواخ 2 لتعلم صناعة السراجة (السروجية) 2 لتعلم صناعة السيوف 2 لتعلم صناعة الشيلان 2 لتعلم صناعة البنادق والطبنجات 2 لتعلم صناعة الاحذية 2 لتعلم صناعة السفن 2 لتعلم صناعة شمع الاختام 2 لتعلم صناعة صبغ الاجواخ
التلاميذ الذي ارسلوا إلى فيينا وعددهم 4
4 لتعلم صناعة نسيج الاجواخ والاكسية المعروفة بالعباءات.
التلاميذ الذين ارسلوا إلى إنجلترا وعددهم 20
2 لتعلم صناعة الات البوصلة وميزان الهواء والنظارات ومقاييس الابعاد والات الدوائر المنعكسة وغير ذلك من الالات الفلكية. 2 لتعلم صناعة الالات الهندسية 2 لتعلم صناعة التنجيد والفراشة 10 لتعلم صناعة الميكانيكا 2 لتعلم صناعة الصيني والفخار 2 لتعلم صناعة صب المدافع والقنابل وما يتبعها
وقد ارسل طلبة هذه البعثة إلى أوروبا بمعرفة بوغوص بك وزير التجارة والشئون الخارجية.
وقد لحق التلاميذ العشرين الذين ارسلوا من هذه البعثة إلى إنجلترا طلبة آخرون منهم:
3 لتعلم الفنون البحرية وهم: عبد الحميد بك، الديار بكري، اكاه افندي، عبد الكريم افندي.
1 لتعلم صناعة بناء السفن وهو: محمد راغب بك.
1 للهندسة وهو: يوسف حككيان بك.
1 لتعلم صناعة السجاجيد وهو: إسماعيل حنفي افندي.

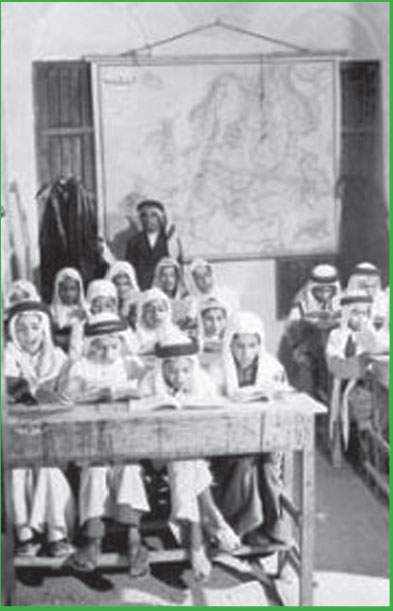
التعليم في عصر محمد علي

### البعثة الرابعة أو البعثة الطبية الكبرى سنة 1832
عدد اعضائها اثنا عشر تلميذا، وقد نبغ معظمهم وخلدوا أسماءهم بما قاموا به من جلائل الأعمال، وتجل نبوغهم في نشر العلوم الطبية في مصر، وخاصة بمدرسة الطب تدريسا وترجمة وتاليفا، وفي الاضطلاع بالأعمال الصحية في البلاد.
وهم من أوائل خريجي مدرسة الطب المصرية بابي زعبل، فكانوا باكورة ثمرتها، واختارهم الدكتور كلوت بك ليتمموا علومهم في باريس، حتى إذا عادوا عينوا اساتذة في مدرسة الطب، قال كلوت بك في هذا الصدد:
"وكان هذا هو الغرض الذي اقصده، إذ كان من الواجب لاقامة علم الطب في مصر على دعائم ثابتة وطيدة من صبغه بالصبغة المصرية، وهو ما لم يكن الا بتكوين اساتذة من المصريين يلقون الدروس من غير حاجة إلى مساعدة المترجمين ثم انني اردت بارسال الاثنى عشر طالبا إلى باريس لاتمام علومهم فيها ان ابين الدرجة التي وصلوا اليها من التعليم في مدرسة ابي زعبل، وان ادحض ما تذرع به الوشاة والقادحون من الاكاذيب والتخوصات لذم هذه المدرسة والحط من قدرها، وقد كان من حسن الحظ ان اقام اولئك التلاميذ في امتحانهم في اللغة الفرنسية امام الاكاديمية الباريسية الدليل على حذقهم وتفوقهم حتى استحقوا ان ينالوا لقب الدكتوراه من جامعة الطب بباريس.
وهاك اسماءهم، وسنترجم لبعض النابغين فيما يلي:
1 – محمد علي (باشا) البقي. 2- إبراهيم النبراوي بك. 3 – محمد الشافعي بك. 4 – محمد الشباسي بك. 5 – مصطفى السبكي بك. 6- احمد حسن الرشيدي بك. 7 – عيسوي أفندي النحراوي. 8 – الشيخ حسين غانم الرشيدي. 9 – محمد افندي السكري. 10- حسين الهياوي افندي. 11- محمد منصور افندي. 12 – احمد نجيب افندي.

### البعثة الخامسة سنة 1844
هي أكبر البعثات التي ارسلت إلى فرنسا واعظمها شانا، وهي اخر بعثة كبرى اوفدها محمد علي باشا، وكان فيها بعض انجاله واحفاده، ولذلك يسميها علي باشا مبارك في بعض المواطن (بعثة الانجال).
وقد انتخب القائد سليمان باشا الفرنساوي تلاميذها من نوابغ طلبة المدارس المصرية العالية بمصر، وانتظم في سلكها بعض المعلمين والموظفين.

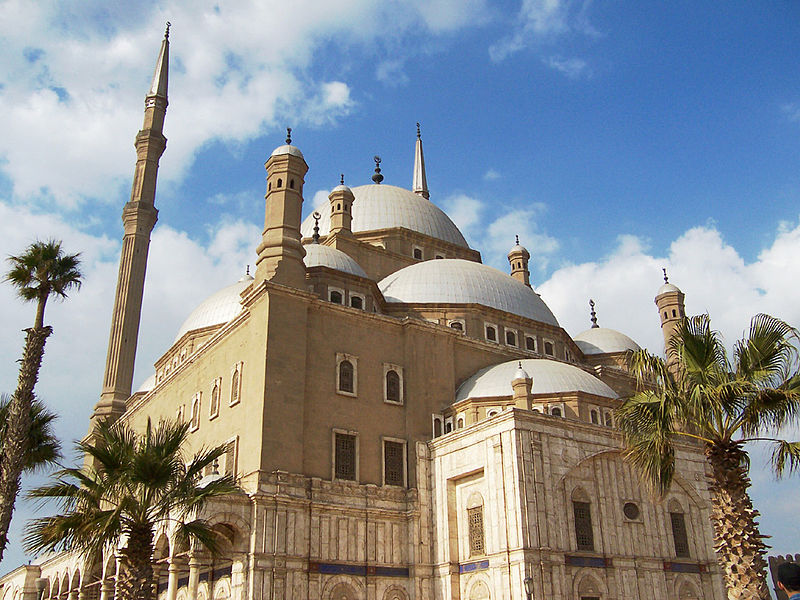
مسجد محمد علي باشا هحغبقحمخ8بيقخ7يخ7ي

وقال في موضع آخر: «في سنة 1260 عزم العزيز محمد علي على إرسال انجاله الكرام إلى مملكة فرنسا ليتعلموا بها، وصدر امره بانتخاب جماعة من نجباء المدارس المتقدمين ليكونوا معهم، وحضر المرحوم سليمان باشا الفرنساوي إلى المهندسخانة فانتخب عدة من تلامذتها، فكنت فيهم، وكان ناظرها يومئذ لامبير بك، فسافرنا إلى تلك البلاد، وجعل مرتبي كل شهر مائتين وخمسين قرشا ماهية كرفقتي، فجعلت نصفها لاهلي يصرف لهم من مصر كل شهر، وكان ت هذه سنتي معهم منذ دخلت المدارس، فاقمنا جميعا بباريس سنتين في بيت واحد مختص بنا، ورتب لنا المعلمون لجميع الدروس، والضباط والناظر من جهادية الفرنساوية لان رسالتنا كانت عسكرية، وكنا نتعلم التعليمات العسكرية كل يوم».
فالبعثة كما ترى كان الغرض منها تخصيص اعضائها في العلوم الحربية، وعددهم في مبدئها 70 تلميذا ثم لحق بهم غيرهم، وقد بلغت نفقات اعضائها 94615 جنيها وهاك أسماء انبهم شانا:
من أنجال محمد علي: 1- الأمير عبد الحليم. 2- الأمير حسين (توفى أثناء تعليمه).
من أنجال إبراهيم باشا: 3- الأمير أحمد. 4- الأمير إسماعيل (الخديوي إسماعيل باشا). 5- الشيخ نصر أبو الوفا (امام البعثة) وصاحب كتاب المطالع النصرية للمطابع المصرية في الاصول الخطية وكتاب تسلية المصاب على فراق الاحباب.
بقية من تخصصوا للفنون الحربية: 6- محمد شريف باشا. 7- علي مبارك باشا. 8- علي إبراهيم باشا. 9- حماد عبد العاطي باشا. 10- حسن افلاطون باشا، وكيل وزارة الحربية في عهد توفيق باشا. 11- عثمان صبري باشا رئيس محكمة الاستئناف المختلطة سنة 1889. 12- علي شريف باشا رئيس مجلس شورى القوانين. 13- اباظة مراد علمي باشا. 14- محمد عارف باشا. 15- محمد راشد باشا. 16- حسن نور الدين بك. 17- مصطفى مصطفى مختار افندي. 18- عبد الفتاح افندي. 19- حسين كوجك باشا. 20- ولي حلمي بك. 21- سليمان نجاتي بك مامور المدارس الحربية ثم قاض بمحكمة إسكندرية مختلطة ثم وكيل محكمة الاستئناف الأهلية سنة 1883. 22- محمد افندي 23- محمد شاكر افندي. 24- أحمد عجيلة بك. 25- شافعي رحمي بك. 26- أحمد راسخ بك مدير الوقائع المصرية ثم مستشار بمحكمة الاستئناف المختلطة سنة 1876 وتوفى سنة 1885. 27- أحمد اسعد افندي. 28- منصور عطية افندي. 29- قيصر لي أحمد افندي. 30- خليل افندي. 31- أحمد نجيب باشا. 32- حنفي خند بك. 33- شحاتة عيسى بك ناظر مدرسة أركان الحرب في عهد إسماعيل باشا. 34- فريد افندي. 35- محمد إسماعيل افندي. 36- خورشد افندي. 37- صالح افندي. 38- محمد خفاجي بك. 39- حسين سليمان افندي. 40- كوجك علي افندي. 41- حسن شكيب افندي. 42- صادق سليم بك ناظر المهندسخانة في عهد إسماعيل وتوفيق. 43- خورشد برتو افندي. 44- أحمد بك السبكي. 45- مصطفى حليم افندي. 46- محمد شوقي افندي. 47- لطفي افندي. 48- سعيد نصر باشا رئيس محكمة الاستئناف المختلطة سنة 1903. 49- اباظة راشد افندي. 50- أحمد حلمي افندي. 51- علي فهمي بك. 52- محمد مصطفى افندي. 53- أحمد خير الله بك فيما بعد قاضي بالمحكمة المختلطة. 54- شاكر افندي. 55- محمد حسن افندي.
من تخصصوا للطب والطبيعيات: 56- أحمد ندا بك. 57- عبد العزيز الهراوي باشا مدير دار الضرب في عهد إسماعيل باشا. 58- عبد الرحمن الهراوي بك مدرس بمدرسة الطب. 59- إبراهيم السبكي افندي. 60- محمد الفحام افندي. 61- مصطفى الواطي بك تخصص لطب الأسنان وبعد عودته ترأس قسم ترجمة الطبيعيات بفروعها في قلم الترجمة وصار وكيل مدرسة الطب. 62- عثمان إبراهيم افندي تخصص لطب الأسنان وعهد إلى الاثنين تدريس طب الأسنان في مدرسة الطب ومعالجة المرضى في المستشفى. 63- محمد افندي يونس. 64- محمد افندي الشرقاوي. 65- بدوي سالم افندي مدرس الكيمياء والصيدلة بمدرسة الطب. 66- حسن بك هاشم. 67- محمد إبراهيم افندي تخصص في التعدين. 68- علي عيسى افندي تخصص في التعدين. 69- إبراهيم جركس بك مدرس بمدرسة الطب البيطري. 70- عبد الهادي إسماعيل افندي ناظر مدرسة الطب البيطري في عهد الخديوي إسماعيل. 71- بترو افندي.
علوم أخرى:
72- محمد صادق باشا. 73- عبد الله السيد بك. 74- نوبار افندي (هو غير نوبار باشا الوزير المشهور). 75- بولص لابي افندي. 76- اسطفان خورشد افندي. 77- اوهان اسطفان افندي. 78- يوسف اسطفان افندي. 79- ارتين خشادور افندي. 80- عبد الرحمن محو افندي. 81- حسن الشاذلي افندي.

### البعثة السادسة سنة 1845
ارسلت إلى النمسا سنة 1845.
طب العيون
حسن عوف باشا، إبراهيم دسوقي افندي.
الكيمياء الصناعية
مصطفى المجدلي بك مدرس بمدرسة قصر العيني.

### البعثة السابعة سنة 1847
هي بعثة مؤلفة من خمسة من طلبة الأزهر، ارسلت إلى فرنسا لتعلم الحقوق والوكالة في الدعاوى (المحاماة) وقد ذكرت هذه البعثة في الوقائع المصرية دون بيان أسماء اعضائها.

### البعثة الثامنة سنة 1847
هي بعثة مؤلفة من واحد وعشرين نجارا ارسلوا إلى إنجلترا على ظهر السفينة الحربية المسماة الشرقية التي تم إنشاؤها في ترسانة الإسكندرية صحبة محمد راغب بك ناظر الترسانة لإتقان فن بناء السفن الحربية، وقد ذكر إسماعيل سرهنك عن هذه البعثة ما يلي: «أنه لما اتممت دار الصناعة المصرية بناء الفرقاطة المسماة الشرقية سنة 1847 صدر امر الباشا إلى محمد بك راغب الاستنابولي مدير بناء السفن بدار الصناعة بالإسكندرية أن يسافر عليها إلى إنجلترا لتصفيحها وتركيب آلاتها البخارية، وارسل معه واحدا وعشرين نجارا من نجاري دار الصناعة ليتقنوا فن النجارة هناك مدة وجود الفرقاطة المذكورة بانجلترا ثم عادت وعاد معها هو والنجارون في السنة المذكورة، وقد ركبت لها ألات بخارية قوة خمسمائة وخمسين حصانا».

### البعثة التاسعة سنة 1847
عدد أعضاء هذه البعثة 25 طالبا اختيروا من طلبة مدرسة المهندسخانة المتقدمين لارسالهم إلى إنجلترا للتخصص في الميكانيكا وبعضهم إلى فرنسا واليك أسماءهم:
• حسن افندي ذو الفقار • إسماعيل أرناءوط • أحمد افندي المهدي • علي صادق باشا فيما بعد وزير المالية • عثمان عرفي باشا فيما بعض قاضي بمحكمة الإسكندرية المختلطة ثم محافظ الإسكندرية • علي افندي حسن الاسكندراني • عبد الله افندي بيروز • غانم عبد الرحمن • إبراهيم سامي باشا فيما بعد عضو بقومسيون السكة الحديد • أحمد طلعت افندي • سليمان افندي سليمان • عثمان يوسف افندي • إسماعيل بوشناق افندي • سلامة افندي الباز • عمر علي افندي • عثمان القاضي افندي • عثمان دكروري بك • علي افندي صالح • جوده عوض بك • سليمان موسى بك، كلامهما تعلم بانجلترا ووصل الخط التلغرافي على يدهما إلى السودان. • عباس عبد العزيز • علي الفداوي افندي • سليمان طه افندي • خطاب عبد المغيث افندي • عيسى جاهين افندي
تراجم طائفة من أعضاء البعثات وما ادوا لمصر من خدمات
نذكر هنا تراجم طائفة من أعضاء البعثات ليكون لدينا فكرة عامة عن تاريخهم وشخصياتهم وما ادوا لمصر ن جليل الخدمات، ولسهولة التبويب رتبناهم طوائف بحسب العلوم والفنون التي تخصصوا لها لا بحسب ترتيب البعثات.

## التاريخ والجغرافيا والأدب

### رفاعة بك رافع الطهطاوي
رفاعة بك رافع الطهطاوي، زعيم نهضة العلم والأدب في عصر محمد علي (ولد سنة 1801 وتوفى سنة 1873) مصري صميم، من أقصى الصعيد، نشأ نشاة عادية من ابوين فقيرين، قرأ القرآن، وتلقى العلوم الدينية كما يتلقاها عامة طلبة العلم في عصره، ودخل الأزهر كما دخله غيره، وصار من علمائه كما صار الكثيرون، لكنه بذ الاقران، وتفرد بالسبق عليهم، وتسامت شخصيته إلى عليا المراتب، ذلك أنه كان يحمل بين جنبيه نفسا عاليا، وروحا متوثبة، وعزيمة ماضية، وذكاء حاد، وشغفا بالعلم، واخلاصا للوطن وبنيه، تهيات له اسباب الجد والنبوغ فاستوفى علوم الأزهر في ذلك العصر، ثم صحب البعثة العلمية الأولى من بعثات محمد علي، وارتحل إلى معاهد العلم في باريس، واستروح نسيم الثقافة الأوروبية، فزادت معارفه، واتسعت مداركه، ونفذت بصيرته، لكنه احتفظ بشخصيته، واستمسك بدينه وقوميته، فاخذ من المدنية الغربية احستها، ورجع إلى وطنه كامل الثقافة، مهذب الفؤاد، ماضي العزيمة، صحيح العقيدة، سليم الوجدان، عاد وقد اعتزم خدمة مصر من طريق العلم والتعليم، فبر بوعده ووفى بعهده، واضطلع بالنهضة العلمية تاليفا وترجمة وتعليما وتربية، فملأ البلاد بمؤلفاته ومعرباته، وتخرج على يديه جيل من خيرة علماء مصر، وحمل مصباح العلم والعرفان يضئ به ارجاء البلاد، وينير به البصائر والأذهان، وظل يحمله نيفا واربعين سنة، وانتهت إليه الزعامة العلمية والأدبية في عصر محمد علي، وامتدت زعامته إلى عصر إسماعيل، ذلك هو رفاعة رافع الطهطاوي.
فلنستغرض تاريخ تلك الشخصية الكبيرة التي ازدان بها عصر محمد علي، والتي لها الفضل الكبير على النهضة العلمية والأدبية في تاريخنا الحديث.

#### نشاته الأولى
هو السيد رفاعة بن بدوي بن علي بن محمد علي بن رافع، يتصل نسبه بمحمد الباقر بن علي زين العابدين بن الحسين بن فاطمة الزهراء بنت الرسول صلى الله عليه وسلم، فهو من نسل الحسين، وامه يتصل نسبها بالانصار.
ولد في طهطا بمديرية جرجا، ولذلك سمى الطهطاوين وكانت ولادته سنة 1217 هـ (1801) ميلادية.
كان اجداده من ذوي اليسار، ثم اخنى عليهم الدهر، فلما ولد المترجم كانت عائلته في عسر، فسار به والده إلى منشاة النيدة بالقرب من مدينة جرجا، واقاما في بيت قوم كرام إلى فرشوط، وفي خلال ذلك كان المترجم يحفظ القرآن، ولما عاد إلى طهطا اتم حفظه، واخذ يتلقى مبادئ العلوم الفقهية، فقرا كثيرا من المتون المتداولة في ذلك العصر على اخواله وهم بيت علم من الأنصار الخروجية وفيهم جماعة من افاضل العلماء كالشيخ عبد الصمد الانصاري والشيخ أبي الحسن الانصاري، والشيخ فراج الانصاري، والشيخ محمد الانصاري.
ثم توفى والده فجاة رفاعة إلى القاهرة، وانتظم في سلم طلبة الأزهر سنة 1817م (1232 هـ).

#### دراسته بالأزهر وميله إلى الأدب
بدت عليه مخايل الذكاء والنباهة من صباه، وكان محبا للعلم والتحصيل، ذا عزيمة قوية، فجاهد في المطالعة والدرس، واخذ العلم عن شيوخ عصره، وفي جملة من تلقى عنهم المترجم الشيخ حسن العطار شيخ الجامع الأزهر، فقد احبه لما انسه فيه من الذكاء والإكباب على العلم، وقربه إليه، وحفه برعايته، وكان الشيخ رفاعة يتردد عليه كثيرا في منزله، وياخذ عنه العلم والأدب والجغرافية والتاريخ.
وكان الشيخ حسن العطار من علماء مصر الأحلام، وامتاز بالتضلع في الأدب وفنونه والتقدم في العلوم العصرية، وكان هذا نادرا بين علماء الأزهر، فاقتبس منه المترجم روح العلم والأدب، فكانت تلك الميزة من اسباب نبوغه، ذلك أن الأدب قد فتح ذهنه إلى البحث والتفكير وهداه إلى سداد الراي وحسن الديباجة وسلامة المنطق.
من هنا نشات ميول رفاعة بك منذ نشاته العلمية إلى العلوم العصرية، وإلى الأدب والإنشاء، ويتبين من ذلك فضل الشيخ حسن العطار على المترجم، فانه اولى من وجه المتوفى إلى الاغتراف من ينبوع الأدب الفياض، وقد بادر الشيخ رفاعة إلى الارتواء من منهله العذب، وهو بعد في الأزهر، فقرا كثيرا من كتب الأدب، ومهر في فنونه، وإذا تاملت في رحلته (تخليص الإبريز) وهي أول كتاب الفه في باريس، شهدت فيما يدلك على سعة مادته من بدائع الأدب العربي في النثر والنظم.
والشيخ العطار كما يقول رفاعة بك هو الذي اشار عليه قبل رحيله إلى فرنسا أن يدون رحلته في تلك الاقطار، فكانت هذه الرحلة تخليص الإبريز باكورة مؤلفته، فالشيخ العطار كما ترى له يد طولى في تكوين المتوفى وهو الذي اختاره اماما للبعثة كما سيجئ بيانه.

#### تدريسه في الأزهر
لم يمض على المترجم بالأزهر بضع سنوات حتى صار من طبقة العلماء، وتولى التدريس فيه سنتين، وكان يترد بين حين واخر على طهطا ويلقي بعض الدروس بجامع جده أبي القاسم، فامتازت دروسه بجاذبية كانت تحببه إلى المستمعين وترغبهم في الاستزادة من بحر علمه، وهنا ظهرت خاصية جديدة في المترجم، وهي مقدرته ونبوغه في التعليم والتثقيف، وليس كل عالم ينال هذه الموهبة، بل هي ميزة تحتاج إلى جاذبية معنوية، وكفاءة ممتازة، ومما يذكر عنه ان علماء طهطا شهدوا له بالسبق في هذا المضمار، وكانت دروسه تحفل بالسامعين وطلبة العلم.
قال صالح مجدي بك في هذا الصدد: «وكان رحمه الله حسن الإلقاء، بحيث ينتفع بتدريسه كل من أخذ عنه، وقد اشتغل في الجامع الازهر بترديس كتب شتى في الحديث والمنطق والبيان والبديع والعروض وغير ذلك، وكان درسه غاصا بالجم الغفير من الطلبة، وما منهم الا من استفاد منه، وبرع في جميع ما اخذه عنه، لما علمت من أنه كان حسن الاسلوب، سهل التعبير، مدققا محققا، قادرا على الإفصاح عن المعنى الواحد بطرق مختلفة بحيث يفهم درسه الصغير والكبير بلا مشقة ولا تعب، ولا كد ولا نصب».

#### اتصاله بالجيش
قضى الشيخ رفاعة ثماني سنوات في الأزهر، والف ودرس وهو ابن إحدى وعشرين سنة، وكان إلى ذلك الحين فقيرا رقيق الحال إذ كانت والدته تنفق عليه مما تبيعه من الحلي والعقار، وكان يستعين على معاشه باعطاء دروس لحسين بك نجل طبوزاوغلي، وكان كذلك يلقي بعض الدروس بالمدرسة التي انشها محمد لاظ اوغلي.
وفي سنة 1240 هـ (1824م) عين واعظا واماما في أحد الايات الجيش المصري النظامي الذي اسسه محمد علي، فانتظم في سلك اللاي حسن بك المانسترلي ثم انتقل إلى الاي أحمد بك المنكي، وكلاهما من اعظم قواد الجيش المصري في عصر محمد علي، وظل الشيخ رفاعة مضطلعا بوظيفة الإمامة من سنة 1249 إلى شعبان من السنة التالية.
بدات حياة المترجم العملية بالتدريس في الأزهر، ثم يتقلده وظيفة الإمامة في الجيش، فانتقل بذلك من بيئة الأزهر إلى بيئة جديدة، وهي الجيش النظامي، ونعتقد أن هذا الانتقال قد أحدث تطورا في حياته وفي سيرته وذهنيته، لانه بدا يتصل بالحياة العسكرية، ويالف نظاما لا عهد له به من قبل، وعيشة فتحت ذهنه إلى نواح جديدة من الحياة والتفكير، ولابد أن تكون الحياة العسكرية التي اتصل بها عن كثب قد افادته بما فيها من احترام النظام، وتقدير لمزاياه وايلاف لاوضاعه واحساس بالدفاع عن الذمار والكفاح في سبيل الوطن، ومواجهة للاخطار، مما يغرس في النفس روح الوطنية والشجاعة والاقدام.
ويلوح لنا ان هذه المعاني قد انطبعت إلى حد كبير في نفس المترجم، فقد عاش طوال عمره ذا انفة واباء، يكره الذل، ولا يقيم على الضيم، محبا لبلاده في سبيلها راحته ووقته وعلمه وذكاءه، وعاش كذلك محبا للنظام في كل عمل تولاه، في تلقي العلوم وفي التاليف والتعريب، وفي حسن تنظيم المعاهد التي تولى ادارتها.
انتظامه في سلك البعثات وحياته في باريس
ولما جاء عهد البعثات العلمية كان من حسن توفيق المترجم أن اختاره محمد علي ضمن أعضاء البعثة الأولى التي سافرت إلى فرنسا سنة 1826 م.
ويقول علي باشا مبارك: «أن محمد علي باشا طلب إلى الشيخ العطار (شيخ الجامعة الازهر) أن ينتخب من علماء الازهر اماما للبعثة الأولى يرى فيه الاهلية واللياقة، فاختار الشيخ رفاعة لتلك الوظائف».
فهو اذن لم يكن مرسلا بصفته طالبا، بل كان اماما للبعثة، وتقرر له مرتب يوزباشي.
وهنا يبدا عهد جديد من حياة المترجم، بل قل أن باب النبوغ قد انفتح امامه على مصراعية، فقد أخذ يستثمر المواهب الدفينة في نفسه، واهمها الذكاء ومضاء العزيمة، وقوة العارضة، وسلامة المنطق، وحب العلم والمثابرة في الإكباب عليه، فوصل بجده وذكائه إلى مكانة عالية من العلم والثقافة.
لم يكن مطلوبا من امام البعثة أن يتعلم علوم الفرنسيس وأنظمتهم، بل يكفيه أن يؤدي وظيفة الامام لاعضاء البعثة، وما إليها من الوعظ والإرشاد.
ولقد كان معه ثلاثة أئمة اخرون للبعثة، فلم تتحرك نفس أحد منهم إلى الاغتراف من مناهل العلم في فرنسا، ولم يتجاوزوا حدود الوظيفة، اما الشيخ رفاعة فكان ذا نفس طامحة إلى العلا، فاخذ يدرس اللغة الفرنسية، وعكف عليها من تلقاء نفسه رغبة منه في تحصيل علومها وادابها.
ويدلك على مضاء عزيمته وولعه بالدرس أنه – كما يقول عنه علي باشا مبارك – «شرع عند ركوب الباخرة من الإسكندرية في تعلم مبادئ اللغة الفرنسية بهمة عالية وعزيمة صادقة واتخذ له بعد وصوله إلى باريس معلما خاصا على نفقته»، ولما استقر به المقام في باريس اكب على العلوم يغترف من مناهلها، وتعرف إلى العلماء يقتبس منهم الحكمة والمعرفة، قال علي باشا مبارك: «وما لبث في هذه البلاد حتى عرفه اعاظم العلماء واكابرهم، وكان للعالم المشهور مسيو جوومار عليه فضل التعهد بالإرشاد والتعليم، والمحبة الخصوصية، وقد ساعده مساعدات جمة في هذه البلاد، وكذلك حاله مع العالم الشهير (المستشرق) البارون دي ساسي، وفي مدة اقامته بباريز من سنة 1241 إلى سنة 1246 (1826 – 1831) نبغ في العلوم والمعارف الاجنبية، وعلى الخصوص فن الترجمة في سائر العلوم على اختلاف اصطلاحها من حيث الاستعمال والمفردات، واكب على الإكباب على ادامة النظر واستعمال الفكر والحرص على التحصيل والاستفادة».
ويقول رفاعة بك عن نفسه أنه ابتدا يتعلم مبادئ الفرنسية وهو في مارسيليا واستمر في دراستها بباريس إلى أن تعلمها في ثلاث سنوات.
وقد اتجهت ميوله إلى دراسة التاريخ والجغرافية، وكذلك درس الفلسفة والاداب الفرنسية، فنال حظا وافرا منها، وقرا مؤلفات فولتير وجان جاك روسو، ومونتسكيو وراسين، فاتسعت مداركه وارتقت افكاره، ومما ذكره عن مونتسكيو قوله: «وقرات أيضا مع مسيو شواله جزأين من كتاب يسمى (روح الشرائع) مؤلفه شهير بين الفرنساوية يقال له منتسكيو وهو اشبه بميزان بين المذاهب الشرعية والسياسية، ومبنى على التحسين والتقبيح العقليين، ويلقب غيرهم بابن خلدون الإفرنجي، كما أن ابن خلدون يقاله له عندهم أيضا منتسكيو الشرق، أي منتسكيو الإسلام».
وقرا أيضا بعض الكتب في علم المعادن وفن العسكرية والرياضيات، ومالت نفسه أثناء دراسته بباريس إلى التاليف والتعريب، فكان ينتهز اوقات فراغه فيعرب ويؤلف، فوضع رحلته وسماها «تخليص الإبريز في تلخيص باريز» وعرب نحو اثنتي عشرة رسالة وهي:
1- نبذة في تاريخ الاسكندر الأكبر ماخوذة من تاريخ القدماء. 2- كتاب اصول المعادن. 3- تقويم سنة 1244 من الهجرة الفه مسيو جومار لاستعمال مصر والشام متضمنا شذرات علمية وتدريسية. 4- كتاب دائرة العلوم في اخلاق الامم وعوائدها. 5- مقدمة جغرافية طبيعية. 6- قطعة من كتاب العلامة ملطبرون في الجغرافية. 7- ثلاث مقالات من كتاب لجندر في علم الهندسية. 8- نبذة في علم الهيئة. 9- قطعة من عمليات الضباط. 10- اصول الحقوق الطبيعية التي تعتبرها الإفرنج اصلا لاحكامهم. 11- نبذة في الميثولوجيا يعني جاهلية اليونان وخرافتهم. 12- نبذة في علم سياسة الصحة.
وترجم في باريس كتابه «قلائد المفاخر في غريب عوائد الاوائل والاواخر» وقد بدا يترجم جغرافية ملتبرون كما رايت ضمن رسائله الاثنى عشرة.
وكان يجتمع بطائفة من العلماء والمستشرقين، فاقتبس منهم واتصل بهم بصلات الود والصداقة، وبديهي أن اتصاله بهم يدل على ما جبل عليهم من الميل إلى العلم والعلماء والرغبة في الاستزادة من المعارف، وقد نشر في رحلته (تخليص الإبريز) رسالتين من المستشرق المشهور البارون سلفستر دي ساسي تدلان على ما ناله من المكانة في نفسه، كتب الأولى لمناسبة اهداء المترجم رحلته إليه.
وكتب الثانية قبل ان يغادر رفاعة بك باريس عائدا إلى مصر قال فيها:
«بعد اهداء السلام إلى مسيو رفاعه، يحصل لي حظ عظيم إذا جاء عندي يوم الاثنين الاتي في الساعة 3 ان امكنه ان يسرني برؤيتي له لحظات لطيفة، ويحصل لي أيضا غاية الانبساط إذا بعث لي اخباره بعد وصوله إلى القاهرة، فاذا لم يتيسر لي رؤيته طلبت له طريق السلامة، ولا ازال اتذكر دائما اثاره واستنشق اخباره مع انجذاب قلب وانشراح صدر البارون سلفستر دي ساسي».
فمثل هذه الرسالة لا تكتب للشيخ رفاعة الا إذا كان قد نال في نفوس علماء فرنسا مكانة سامية، وهذه المكانة قد احرزها بذكائه واكبابه على العلم ومساجلته العلماء في مجالسهم ومعاهدهم مما حببه إلى نفوسهم وجعل له عندهم ذلك المقام الممتاز.

#### مباحثه في الدستور
قد تعجب أن يكون لرفاعة بك مباحث في الدستور، فالمعروف أن هذه المباحث حديثة العهد في تاريخ مصر القومي، لكن الواقع أن رفاعة بك هو فيما تعلم أول من كتب من المصريين في المباحث الدستورية، ذلك أنه درس أثناء اقامته بباريس نظام الحكم في فرنسا، وعرب في كتابه (تخليص الإبريز) دستور فرنسا في ذلك الحين، وما تضمنته من نظام المجلسين، واختيار اعضائها، وحقوق الأمة افرادا وجماعات، وهذا يدلك على ميله الفطري إلى العلوم السياسية، ولا يتجه فكر المرء في ذلك الحين إلى خوض هذه المباحث الا إذا كان ذا رأس مفكر وقلب يخفق بحب الوطن.
وهو لا يكتفي بالتعريب فحسب، بل له على مواد الدستور الفرنسي تعليقات تدل على فهم صحيح لاحكامه ومبادئه، وميل فطري إلى النظم الحرة.
فقد قال تعليقا على نصوص الدستور:
«ومن ذلك يتضح لك ان ملك فرنسا ليس مطلق التصرف، وان السياسة الفرنساوية هي قانون مقيد بحيث أن الحاكم هو الملك بشرط أن يعمل بما هو مذكور في القوانين التي يرضى بها أهل الدواوين (البرلمان) وأن ديوان البير يمانع عن الملك، وديوان رسل العمالات يحامي عن الرغبة، والقانون الذي يمشي عليه الفرنساوية الآن (سنة 1827) ويتخذونه اساسا لسياستهم هو القانون الذي الفه لهم ملكهم لويز الثامن عشر، ولا زال متبعا عندهم ومرضيا لهم، وفيه أمور لا ينكر ذوو العقول أنها من باب العدل».
وقال في موضع آخر (ص 80): «قوله في المادة الأولى في سائر الفرنسيس متساوون قدام الشريعة معناه سائر من يوجد في بلاد فرنسا من رفيع ووضيع، لا يختلفون في إجراء الاحكام المذكورة في القانون، حتى ان الدعوى الشرعية تقام على الملك، وينفذ عليه الحكم كغيره، فانظر إلى هذه المادة فإن لها تسلط عظيم على اقامة العدل واسعاف المظلوم وارضاء خاطر الفقير بأنه كالعظيم نظرا إلى إجراء الاحكام، ولقد كادت هذه القضية ان تكون من جوامع الكلم عند الفرنساوية، وهي من الادلة الواضحة على وصول العدل عندهم إلى درجة عالية وتقدمهم في الاداب الحضرية».
وقال تعليقا على المادة الثانية الخاصة بالمساواة في الضرائب:
«واما المادة الثانية فانها محض سياسة، ويمكن ان يقال ان الفرد (جمع فردة أي ضريبة) ونحوها لو كانت مرتبة في بلاد الإسلام كما هي في تلك البلاد لطابت النفوس خصوصا إذا كان الزكوات والفئ والغنيمة لا تفي بحاجة بيت المال، أو كانت ممنوعة بالكلية، وربما كان لها اصل في الشريعة على بعض اقوال مذهب الامام الاعظم، ومن الحكم المقررة عند قدماء الحكماء، الخراج عمود الملك، وفي مدة اقامتي بباريس لم اسمع احدا يشكو من المكوس والفرد (الضرائب) والجبايات ابدا».
وقال تعليقا على المادة الثامنة الخاصة بحرية الراي والنشر: «واما المادة الثامنة فانها تقوي كل إنسان على أن يظهر رايه وعلمه، وسائر ما يخطر بباله مما لا يضر غيره، فيعلم الناس سائر ما في نفس صاحبه».
وامتدح الصحافة، وهو يسمى الصحف (الورقات اليومية المسماة بالجرنالات والكازيطات" وقال عنها: "ان الإنسان يعرف فيها سائر الاخبار المتجددة سواء كانت داخلية أو خارجية، أي داخل المملكة أو خارجها، وان كان قد يوجد فيها من الكذب مالا يحصى الا انها ربما تتضمن اخبارا تتشوف نفس الإنسان إلى العلم بها، على انها ربما تضمنت مسائل علمية جديدة التحقيق أو تنبيهات مفيدة أو نصائح نافعة سواء كانت صادرة من الجليل أو الحقير، لانه قد يخطر ببال الحقير ما لا يخطر ببال العظيم، ومن فوائدها ان الإنسان إذا فعل فعلا عظيما أو رديئا وكان من الامور المهمة كتبه أهل الجرنال ليكون معلوما للخاص والعام لترغيب صاحب العمل الطيب، وردع صاحب الفعلة الخبيثة، وكذلك إذا كان الإنسان مظلوما من إنسان كتب مظلمته في هذه الورقات، فيطلع عليها الخاص والعام، فتعرف قضية المظلوم والظالم من غير عدول عما وقع فيها ولا تبديل، وتصل إلى محل الحكم (المحكمة) ويحكم فيها بحسب القوانين المقررة، فيكون مثل هذا الامر عبرة لمن يعتبر".
وقال عن المادة التاسعة (الخاصة بحرمة الاملاك): «وأما المادة التاسعة فإنها عين العدل والانصاف، وهي واجبة لضبط جور الاقوياء على الضعاف».
وقال تعليقا على المادة الخامسة عشر (التي تنص على أن السلطة يتولاها الملك ومجلسا النواب والشيوخ): «وفي المادة الخامسة عشرة نكتة لطيفة، وهي ان تدبير امر المعاملات لثلاثة مراتب، المرتبة الأولى للملك ووزرائه، والثانية مرتبة البيرية الحامية للملك، والثالثة مرتبة رسل العمالات، الذين هم وكلاء الرعية والمحامون عنهم حتى لا يظلم أحد، وحيثما كانت رسال العمالات قائمة مقام الرعية ومتكلمة على لسانها كانت الرعية كانها حاكمة نفسها بنفسها، وعلى كل حال فهي مانعة للظلم عن نفسها بنفسها، وهي امنة بالكلية».
ثم ذكر تعديل الدستور الذي اعقب ثورة سنة 1839 واسهب في الكلام عن تلك الثورة التي شهدها في باريس، وظاهر من كلامه مبلغ عطفه على الثورة وقضيتها، ومما قاله في هذا الصدد:
«فلما كانت سنة 1839 وإذا بالملك قد اظهر عدة اوامر، منها النهي عن ان يظهر الإنسان رايه وان يكتبه أو يطبعه بشروط معينة خصوصا للكازيطات (الجرائد) اليومية فانها لابد لطبعها من ان يطلع عليها أحد من طرف الدولة، فلا يظهر فيها الا ما يريد اظهاره، مع ان ذلك ليس حق الملك وحده فكان لا يمكنه عمله الا بقانون، والقانون لا يصنع الا باجتماع ارء ثلاثة، راي الملك، وراي أهل ديواني المشورة، فصنع الملك وحده مالا ينفذ الا إذا كان صنعه مع غيره».
فهذا كلام يدل على أن صاحبه يفهم روح الدستور والنظم الدستورية حق الفهم ويعرف معنى سلطة الأمة، ويؤمن بان الأمة مصدر السلطات.
وادل على ذلك، رايه في موقف الملك شارل العاشر لما قامت الثورة في باريس قال"فلما اشتد الأمر وعلم الملك بذلك وهو خارج، أمر بجعل المدينة محاصرة حكما، وجعل قائد العسكر اميرا من اعداء الفرنساوية، مشهورا عندهم بالخيانة لمذهب الحرية، مع ان هذا خلاف الكياسة والسياسة والرياسة، فقد دلهم هذا على أن الملك ليس جليل الراي، فانه لو كان كذلك لاظهر إمارات العفو والسماح، فان عفو الملك ابقى للملك، ولما ولى على عساكره الا جماعة عقلاء، احبابا له وللرعية غير مبغوضين ولا اعداء، ولكنه أراد هلاك رعاياه حيث انزلهم بمنزلة اعدائه، مع ان استصلاح العدو احزم من استهلاكه، ويحسن قوله بعضهم:
عليك بالحلم وبالحياة والرفق بالمذنب والإغضاء ان لم تقل من يقال يوشك ان يصيبك الجهال
"فعاد عليه ما فعله بنقيض مراده، وبنظير ما نواه لاضداده، فلو انعم في اعطاء الحرية، لامة بهذه الصفة حرية، لما وقع في مثل هذه الحيرة، ونزل عن كرسيه في هذه المحنة الاخيرة، لاسيما وقد عهد الفرنساوية بصفة الحرية والفوها واعتادوا عليها، وصارت عندهم من الصفات النفسية، وما احسن قول الشاعر:
وللناس عادات وقد الفوا بها لها سنن يرعوها وفروض فمن لم يعاشرهم على العرف بينهم فذاك ثقيل عندهم وبغيض"
فتامل في هذا الكلام وتدبير معانيه، واذكر انه كتب سنة 1830، أي منذ مائة سنة، تجد ان كلام عليه طابع المبادئ الدستورية المصرية، تتمشى فيه روح الحرية والديمقراطية، ولا يصدر الا عن نفس اشربت روح الانفة والشعور بالحقوق القومية، ولو يم يكن رفاعة بك بمثل هذه الصفات لما صدر عنه مثل هذا القول، بل اغلب الظن انه كان يضرب صفحا عما شاهده في باريس من ثورة الشعب على الحكم الاستبدادي، وما كانت هذه الثورة تترك في نفسه من اثر سوى استنكار قيام الرعية على ولي الأمر، ولكن روح رفاعة كانت روحا حرة متطلعة إلى المثل العليا، في العلم والاخلاق والسياسة، فلا غرو ان صادفت مبادئ حقوق الشعب موضع الإقناع من نفسه.
وتامل فيه ذكره المترجم عن الجنرال لافاييت أحد زعماء الثورة، تجده يقول:
«وفي اليوم التاسع والعشرين في الصباح ملك أهل البلد ثلاثة ارباع المدينة، ووقع أيضا في ايديهم قصر طويلري ولوو فملكوها، ونشروا عليها بيرق الحرية فلما سمع بذلك سر عسكر (قائد الجند) المامور بادخال أهل باريس في طاعة السلطان (الملك شارل العاشر) رجع، فكان هذا تمام نصرة أهل البلد، حتى ان العساكر دخلت تحت بيرق الرعية، ومن هذا الوقت ترتب حكم وقتي وديوان لنظم البلاد حتى ينحط الراي على تولية حاكم دائم، وكان رئيس هذا الحكم المؤقت عسكر المسمى لافييته، وهو الذي قتل في الفتنة الأولى للحرية أيضا، وهذا الرجل شهير بانه يحب الحرية، ويحامي عنها ويعظم مثل الملوك بسبب اتصافه بهذا الوصف، وكونه على حالة واحدة ومذهب واحد في البوليتيقة (السياسة)».
فرفاعة بك يمجد في الجنرال لافاييت دفاعه عن الحرية، وثباته على مبدئه السياسي، وعدم تقلبه مع الاهواء، وهي محامد وصفات اشتهر بها لافاييت في كل ادوار جهاده، فوصل بذلك إلى المنزلة السامية التي نالها، وصار كما يقول المترجم يكرم ويعظم كما يعظم الملوك، وهذا من ابدع ما يقال في تمجيد الوطنية الصادقة والجهاد الخالص لوجه الله والوطن.
وقد ظل رفاعة بك بعد عودته إلى مصر متاثرا بالتعاليم الدستورية التي تلقاها في باريس، وحسبك دليلا على بقائه محتفظا بتلك المبادئ السامية على مدى السنين انه عد أكبر عمل للخديوي إسماعيل انشاءه مجلس شورى النواب فقد قال عنه في معرض الثناء عليه: «ولو لم يكن له من الماثر الا كونه حمل الاهالي على ان يستنيبوا عنهم نوايا فكرة المعية، ليتذاكروا في شان مصالحهم المرعية، لفكاه ذلك شرفا ومجدا، وعزا وسعدا حيث صار مستوليا على امة حرة الراي، باستشارتها في حقائق التراتيب والتنظيمات التي يراد تجديدها لاجلهم».

#### عودته إلى مصر
عاد رفاع بك إلى مصر سنة 1831، فكانه قضى في باريس نحو ست سنوات مكبا على الدرس والتحصيل، يطالع ويقرا، ويكتب ويعرب، ويجالس العلماء ويساجلهم البحث والمناظرة، وينعم النظر في احوال الشعوب الأوروبية وتاريخها واسباب حضارتها وتقدمها، واستقر عزمه وهو في باريس على أن يخدم بلاده من طريق نقل علوم الإفرنج إلى مواطنيه، فتتسع مداركهم، وتسمو افكارهم، ويسلكون سبيل العشوب التي هذبها العلوم والعرفان، ومالت نفسه إلى التعريب اخذا بنهج الدولة العباسية، إذ بدات نهضة العلوم والمعارف في عهدها بترجمة كتب اليونان إلى اللغة العربية، قال في هذا الصدد وهو بعد في بارس: «وبالجملة فقد تكفلنا بترجمة علمي التاريخ والجغرافيا بمصر السعيدة بمشيئته تعالى وبهمة صاحب السعادة محب العلوم والفنون حتى تعد دولته من الازمنة التي تؤرخ بها العلوم والمعارف المتجددة في مصر مثل تجددها في زمن خلفاء بغداد».
ولقد بر بوعده، فملا البلاد علما وحكمة، وحمل لواء النهضة العلمية وخدمها بتاليفه وتعاريبه وتلاميذه الذين تخرجوا على يده في مدرسة الالسن وغيرها.

#### أعماله بعد عودته
كانت البلاد عند عودة رفاعة بك في حاجة إلى التعريب لنقل العلوم الأوروبية إلى لغة البلادن فتولى منصب الترجمة وتدريس اللغة الفرنسية في مدرسة الطب بابي زعبل.
وفي سنة 1833 م (سنة 1248 هـ) انتقل من مدرسة الطب إلى المدفعية (الطوبجية) بطره، وعهد إليه ترجمة العلوم الهندسية والفنون الحربية، وله فيها رسالة مترجمة في الهندسة العادية، وهي من الرسائل التي كانت تدرس في المدرسة الحربية بسان سير بفرنسا.
وفي غضون ذلك وقع وباء بالقاهرة سنة 1200 فسافر إلى طهطا، وترجم بها مجلدا من جغرافية ملتبرون التي بدا بتعريبها في باريس، ثم عاد به إلى القاهرة وقدمه إلى محمد علي فنال اعجابه، واجزل له العطاء، وانعم عليه برتبة صاغ قول اغاسي واستمر بمدرسة طره إلى سنة 1251.

#### مدرسة الالسن
ثم راى المترجم ان البلاد في حاجة إلى طبقة من العلماء الاكفاء في الآداب العربية وفي آداب اللغات الأجنبية ليضطلعوا بمهمة تعريب الكتب الافرنكية وخاصة الفرنسية وليكونوا صلة الاتصال بين الثقافة الشرقية والثقافة الغربية وينهضوا بالاداة الحكومية في المناصب التي تعهد إليهم، فاقترح على محمد علي باشا إنشاء مدرسة الالسن، وكان من مزايا محمد علي انه يحسن تقدير الاقتراحات والاراء السديدة التي تعود على البلاد بالخير والتقدم، فبادر إلى نفاذ الاقتراح وانشا مدرسة الالسن بالقاهرة سنة 1836، واختار لها سراي الالفي بالازبكية بجوار قصر زينب هانم كريمة محمد علي (حيث فندق شبرد)، وهذا يدلك على مبلغ عنايته بشانها، وكانت تعرف حين انشائها بمدرسة الترجمة، ثم عرفت بعد ذلك بمدرسة الالسن، وعهد بنظارتها في السنة التالية إلى الشيخ الرفاعة، وهنا تهيات فرصة جديدة لظهور نبوغ المترجم كعالم محقق، ورئيس قدير، ومعلم كفء، ومرب لا يشق له غبار، فلقد قام بادارة تلك المدرسة خير قيام، واختار لها التلاميذ من مدارس الارياف والاقاليم، ومن طلبة الأزهر، فبلغ عددهم في بداءة عهدها خمسين تلميذا، ثم زاد حتى صار 150، وعني بتثقيفهم وتنشئتهم النشاة الصالحة حتى تخرج منها تخرج من العلماء والشعراء والأدباء ممن ازدان بهم تاريخ النهضة العلمية والأدبية.
كانت مدرسة الالسن عبارة عن كلية تدرس فيها آداب اللغة العربية واللغات الأجنبية وخاصة الفرنسية والتركية والفارسية ثم الإيطالية والإنجليزية، وعلوم التاريخ والجغرافية، والشريعة الإسلامية، والشرائع الأجنبية، فهي اشبه ما تكون بكلية للأداب والحقوق فلا غرو ان كانت أكبر معهد لنشر الثقافة في مصر.
وكان رفاعة بك يتولى التدريس فيها بنفسه، يعاونه طائفة من خيرة المصريين والاجانب، ذكر على باشا مبارك من استاذتها الوطنيين الشيخ محد الدمنهوري، والشيخ على الفرغلي الانصاري (ابن خال رفاعة بك)، والشيخ حسنين حريز الغرماوي، والشيخ محمد قطة العدوي، والشيخ أحمد عبد الرحيم الطهطاوي، والشيخ عبد المنعم الجرجاوي، وكلهم من علماء ذلك العصر.
واشتهر رفاعة بك بغيرته على تثقيف تلاميذ المدرسة بلا كلل ولا هوادة، وكان في بعض الاحيان كما يقول علي باشا مبارك، يمكث نحو ثلاث ساعات أو اربع ساعات يلقى الدروس واقفا على قدميه في دروس اللغة أو فنون الإدارة أو الشرائع الإسلامية والاجنبية، وكذلك كان دابه معهم في تدريس فنون الآداب العالية".
واحيل عليه في سنة 1257 هـ علاوة على نظارة مدرسة الالسن نظارة المدرسة التجهيزية التي كان بابي زعبل ثم نقلت إلى الازبكية والحقت بمدرسة الالسن، واساتذاتها من تلاميذ هذه المدرسة، ومعهد للفقه والشريعة الإسلامية، ومدرسة محاسبة، ومدرسة إدارة افرنجية، فكان رفاعة بك يدير هذه المعاهد مجتمعة، أي انه كان بمثابة مدير جامعة، واحيل عليه تفتيش مدارس الاقاليم، واسندت إليه وقتا ما رئاسة تحرير (الوقائع المصرية).
وفي سنة 1258 هـ شكل قلم الترجمة من أول فرقة خرجت من مدرسة الالسن ونال المترجم بعد سنة ونصف من إنشاء هذا القلم رتبة القائمقام، ونال سنة 1262 هـ رتبة اميرالاي لمناسبة انتهائه من ترجمة مجلد آخر من جغرافية ملطبرون، فصار يدعى رفاعة بك بعد أن كان الشيخ رفاعة، وكانت هذه الرتب بمثابة مكافاة معنوية له على ما اداه من الخدمات في المناصب التي عهدت إليه، كما أنها دليل على حسن تقدير الحكومة في ذلك العصر للعلماء العاملين، وتشجيعهم على متابعة جهودهم وابحاثهم، ومن الحق ان نقول ان تنشيط الحكومة لرفاعة بك كان له دخل في وفرة انتاجه العلمي، فقد كان موضع رعاية ولاة الامور ومعاونتهم، فانعم عليه محمد علي ب250 فدانا، واقطعت إبراهيم باشا (حديقة نادرة المثال في الخانقاة تبلغ 36 فدانا) على ما يقول علي باشا مبارك، وانعم عليه سعيد باشا بمائتي فدان، وإسماعيل باشا ب250 فدان، فيكون مجموع ذلك نحو 700 فدان، ولا شك ان هذه الانعامات الكبيرة من الوسائل التي تنهض بدولة العلم والأدب.

#### رفاعة بك في منفاه بالخرطوم
لم يزل رفاعة بك ناظر لمدرسة الالسن مع نظارة قلم الترجمة إلى أن اقفلت في عهد عباس باشا الأولى سنة 1851، ولم يكتف عباس باقفالها بل أمر بارسال رفاعة بك إلى السودان بحجة توليته نظارة مدرسة ابتدائية أمر بانشائها في الخرطوم.
وغريب ان عباس باشا الذي يقفل المدارس في القطر المصري يعني بانشاء مدرسة ابتدائية في الخرطوم، نعم ان فتح المدارس في السودان قاطبة أمر مطلبو ومرغوب فيه لذاته، فما السودان الا جزء من مصر، ونشر لواء العلم والمعارف في انحائه واجب على الحكومة، ولكن اقفال المدارس في مصر ينم على محاربة عباس باشا للعلم والتعليم، فكيف هذه النزعة مع التفكير في فتح مدرسة ابتدائية بالخرطوم يرسل إليها جماعة من اركان النهضة العلمية في مصر وعلى راسهم زعيم هذه النهضة رفاعة بك، وفيهم محمد بيومي افندي كبير اساتذة الهندسة والرياضية في مدرسة المهندسهانة، وقد توفى في منفاه بالخرطوم، وأحمد طائل افندي أستاذ الرياضيات، وغيرهم ولا يقبل المنطق ان يكون الغرض من إرسال هؤلاء الاقطاب إلى السودان نشر العلم في ربوعه، إذ لو كان يقصد خدمة العلم بانشاء مدرسة ابتدائية بالخرطوم لما كان معقولا ان يقع الاختيار على كبير علماء مصر في ذلك العصر ليتولى نظارتها، ولا ان يعهد بتدريس الحساب فيها إلى كبير علماء الرياضيات بين اساتذة مدرسة المهندسخانة، فلابد ان يكون للامر سر آخر غير الرغبة في إنشاء المعاهد العلمية.
وقد يكون سره الحقيقي رغبة عباس باشا في اقصاء علماء مصر إلى السودان، فكما أن اقفل مدارس مصر تراءى له ان يبعد عنها علماءها الاعلام، وقد وشى له في حق رفاعة بك فاتسع صدره للوشاية، ولم ير وسيلة للتخلص من رفاعة بك الا ارساله إلى السودان، وكان الذهاب إلى السودان في ذلك العصر يعد نفيا مقصودا به العقاب والقصاص، وخاصة لمن كان في منزلة رفاعة بك، ولم اتبين ماهية هذه الوشاية من اقوال من ترجموا له، اما رفاعة بك ذاته فم يزد في هذا الصدد عن قوله: «وفي سنة 1267 كنت سافرت إلى السودان بسعي بعض الامراء بضمير مستتر بوسيلة نظارة مدرسة بالخرطوم فلبثت نحو الاربعين سنين بلا طائل وتوفى نصف من بمعيتي من الخوجات المصريين».
ويلوح لي ان لكتابه (تخليص الإبريز) سببا في نفيه، إذ لا يخفى انه طبع للمرة الثانية سنة 1265 هـ أي في أوائل عهد عباس باشا، والكتاب كما مر بك يحوي آراء ومبادئ لا يرغب فيها الحاكم المستبد، وعباس باشا الأول كان في طبعه مستبدا غشوما، فلابد ان الوشاة قد لفتوا نظره إلى ما في كتاب رفاعة بك مما لا يروق عباس، فراى ان يبعده إلى الخرطوم ليكون السودان منفى له، ولا غربة في ذلك فلو ان هذا الكتاب ظهر في تركيا على عهد السلطان عبد الحميد لكان من المحقق ان يكون سببا في هلاك صاحبه، فمن الجائز ان يكون عباس باشا قد راى نفي رفاعة وامثال رفاعة إلى السودان ليبعدهم ويبعد افكارهم وثقافتهم عن مصر، واتخذ لنفيهم صورة ظاهرة وهي إنشاء مدرسة بالخرطوم، والله اعلم.
كان رفاعة بك يشعر في الخرطوم بانه في منفى سحيق، ويعلم أن الحكومة انما اقصته إلى السودان لتتخلص منه، لا لتفتح مدرسة ابتدائية، ولقد احس بغضاضة النفي في بدء عهده به، ولكنه قابل المصاب بالصبر والجلد، وعاودته عزيمته التي لا تعرف الكلل، فاخذ يسري عن نفسه هم النفي والعزلة بتعريب كتاب تلماك. وانك لتلمح من مقدمة كتابه مبلغ تالمه مما جوزي به على جليل خدماته للعلوم والنهضة العلمية، والوطني في محنته يذكر ما اداه لوطنه من خدمات، كانما يراجع نفسه ويحاسبها ليتعرف اسباب محنته، فلا يزداد يقينا إلا أنه جوزي جزاء سنمار، وقوبل على احسان بالإساءة والنكران، وكذلك فعل رفاعة بك فقد جمع في كلمات وجيزة، وقوبل على احسانه بالإساءة والنكران، وكذلك فعل رفاعة بك فقد جمع في كلمات وجيزة ما فصله التاريخ من خدماته الجليلة، قال في مقدمة كتاب تليماك:
"أما بعد فيقول المرتجى ان يكون لوطنه خير نافع، رفاعة بدوي رافع، ناظر قلم الترجمة بديوان المدارس، قد تقلدت بعناية الحكومة المصرية، الفائقة على سائر الامصار، في عصر المدة المحمدية العلوية، السامي على سائر الاعصار، بوظيفة تربية التلاميذ مدة مديدة، وسنين عديدة، نظارة وتعليما، وتعديلا وتقويما، وترتيبا وتنظيما، وتخرج من نظارات تعليمي من المتفننين رجال لهم في مضمار السبق وميدان المعارف وسبع مجال، وفي صناعة النثر والنظم ابهر بديهة وابهى روية وازهى ارتجال، وحماة صفوف لا يبلرون في نضال ولا سجال، وعربت لتعليمهم من الفرنساوية المؤلفات الجمة، وصححت لهم مترجمات الكتب المهمة، من كل كتاب عظيم المنافع، وتوفق حسن تمثيلها في مطبعة الحكومة وطبعها، ومالت طباع الجميع إلى مطبوع ذوقها وطبعها، وسارت بها الركبان في سائر البلدان، وحدا بها الحادي في كل واد، وقصدها القصاد كانها قصائد حسان، وكان زمني إلى ذلك مصروفا، وديني بذلك معروفا، مجاراة لامير الزمن، على تحسين حال الوطن، الذي حبه من شعب الايمان، وفي مدة نحو ثلاثين سنة لم يحصل لهمتي غتور ولا قصور.
فاذا ملكت فجد فان لم تستطع فاجهد بوسعك كله ان تنفعا
"وانما فقط لما توجهت بالقضاء والقدر، الا بلاد السودان وليس فيما قضاه الله مفر، قمت برهة خامد الهمة، جامد القريحة في هذه الملمة، حتى كاد يتلفني سعير الإقليم الفائر بحره وسمومه، ويبلغني فيل السودان الكاسر بخرطومه، ومع ذلك فكنت في الوقت الحاضر مصداق قول الشاعر:
فما انا للايام غير محارب اصحابها مستبشرا متهلالا
فان كان حظي رامحا كنت رامحا وان كان حظي اعزلا كنت اعزلا
فكيف وانا لي نصيبا في السعود المقبلة، والعهود المستقبلة، وحظا من الاوقات المفيدة، وسهما من العدالة اباعد به عني وجوه هذه البلاد البعيدة، فما تسليت الا بتعريب تليماك، وتقريب الرجاء بدور الافلاك".
اقول، ولرفاع بك بعض العذر في تبرمه من الإقامة في السودان، فانه فضلا عن شعوره بانه لم يذهب إليه بارادته واختياره وانما كان مضطهدا منفيا على غير ذنب جناه، فقد شهد في منفاه مصرع زميله محمد بيومي كبير علماء الرياضيات في عصره، والظاهر ان صحته وبنيته لم تحتملا غضاضة النفي وسوء المناخ فعالجته منيته في الخرطوم، فهذا الحادث الاليم كان له اثر عميق في نفس رفاعة بك جعله يشكو ويتململ من طول اقامته في منفاه، ولولا ذلك لما افاض في الاعراب عن المه إلى الحد الذي اخرجه عن جادة الصبر والاعتدال، فما ذنب "وجوه تلك البلاد البعيدة" التي يطلب إلى العدالة ان تباعد به عنها" انه لا شك كان في شدة المحنة حتى ضاق صدره بما يعانيه من الالم، على أنه ما لبث ان استمسك بخصاله الحميدة من الصبر على المكاره، ومغالبة الشدائد، فراض نفسه على احتمالها، والصبر على الامها، وانك لتتبين نفسيته وما جبل عليه من قوة العزيمة وصدق الايمان في قوله "فما انا للايام غير محارب الخ" فان هذا القول يدل على قوة نفس كبيرة ارتضت مغالبة الايام ومقاومة المحن، ويتصل بهذا المعنى قوله عن نفسه:
رفاعة خمس المنظوم مرتجلا قريضة وهو بالخرطوم قد وجلا قالت هواتفه بالله كن رجلا فان جدك (طه) للخطوب جلا
فامر خطبك هذا الحد بحسمه.
والحق ان رفاعة بك كان في منفاه رجلا بكل معاني الرجولة، فلم يستسلم للياس، ولم تفتر عزيمته، ولا جمدت قريحته، وحسبك دليلا على قوة ارادته انه ترجم في منفاه كتاب تليماك، وهو يقع في نحو سبعمائة صفحة من القطع الكبير، كما أنه رتب مدرسة الخرطوم احسن ترتيب وادارها احسن إدارة وتخرج منها طائفة من الشبان تولوا مهمة التدريس في المدارس التي انشاتها الحكومة في السودان على عهد الخديوي إسماعيل، وقد امتدح رفاعة بك اخلاق السودانيين فاشار بقابليتهم «للتمدين الحقيقي لدقة اذهانهم، فان اكثرهم قبائل عربية لا سيما الجعليين والشايقية وغيرهم، واشتغالهم بما الفوه من العلوم الشرعية هو عن رغبة واجتهاد، ولم ماثر عظيمة في حسن التعلم والتعليم، حتى ان البلدة إذا كان بها عالم شهير يرحل اليه من المجاورين (الطلبة) على البيوت بحسب الاستطاعة فكل إنسان من الاهالي يخصه الواد أو الاثنان فيقومون بشئونهم مدة التعلم والتعليم».
رجوعه من منفاه والمناصب التي تولاها
ولما توفى عباس الأول سنة 1854، وتولى سعيد باشا الحكم عاد رفاعة بك من السودان، فاسندت إليه المناصب المختلفة، فجعل ناظرا للقلم الإفرنجي بمحافظة مصر تحت رئاسة إبراهيم ادهم باشا، ثم عهد إليه سعيد باشا سنة 1855 وكالة المدرسة الحربية بالحوض المرصود التي كان يتولى نظارتها سليمان باشا الفرنساوي رئيس رجال الجهادية، وبعد قليل تولى نظارة المدرسة الحربية التي انشاها سعيد باشا بالقلعة، وجمع بين هذا المصنب ونظارة قلم الترجمة، ومدرسة المحاسبة والهندسة الملكية ومدرسة العمارة، ونال رتبة المتمايز.
وفي سنة 1869 الغيت هذه المدارس كما الغي قلم الترجمة، فبقى رفاعة بك بغير منصب إلى عهد إسماعيل باشا، إذ هبت على العلم والتعليم نسمة الحياة، فاعيد قلم الترجمة بوزارة المعارف العمومية وعهد إلى رفاعة بك برياسته سنة 1863 وعين عضوا في قومسيون المدارس الذي يشبه ان يكون مجلس المعارف الاعلى والذي كان له فضل كبير في تنظيم التعليم على عهد إسماعيل.
وكان له فضل كبير في نشر العلوم بحثه الحكومة على طبع طائفية من امهات الكتب العربية على نفقتها كتفسير الفخر الرازي ومعاهد التنصيص وخزانة الأدب والمقامات الحريرية وغير ذلك.

#### فضل رفاع بك في نهضة المراة
ان رفاعة بك هو أول من دعا إلى نهضة المراة وإلى تعليم البنات وتثقيفهن اسوة بالبنين، وتتجلى لك فكرته من كونه وضع كتابا مشتركا لتثقيف البنات والبنين على السواء وسماه (المرشد الأمين للبنات والبنين) وهو كتاب في الاخلاق والتربية والاداب وضعه كما يقول في مقدمته بحيث «يصلح لتعليم البنين والبنات على السوية».
ودعا في هذا الكتاب إلى وجوب تعليم البنات واعدادهم من طريق التربية والتعليم للعمل والقيام بواجبهن في المجتمع، قال في هذا الصدد:
«ينبغي صرف الهمة في تعليم البنات والصبيان معا لحسن معاشرة الازواج، فتتعلم البنات القراءة والكتابة والحساب ونحو ذلك، فان هذا مما يزيدهن ادبا وعقلا، ويجعلهن بالمعارف اهلا، ويصلحن به لمشاركة الرجال في الكلام والراي فيعظمن في قلوبهم ويعظم مقامهن لزوال ما فيهن من سخافة العقل والطيش مما ينتج من معاشرة المراة الجاهلة لمراة مثلها، وليمكن المراة عند اقتضاء الحال ان تتعاطى من الاشغال ما يتعاطاه الرجال على قدر قوتها وطاقتها، فكل ما يطيقه النساء من العمل يباشرته بانفسهن، وهذا من شانه ان يشغل النساء عن البطالة، فان فراغ ايديهن عن العمل يشغل السنتهن بالاباطيل، وقلوبهن بالاهواء وافتعال الاقاويل، فالعمل يصون المراة عما يليق، ويقربها من الفضيلة، وإذا كانت البطالة مذمومة في حق الرجال فهي مذمة عظيمة في حق النساء».
فالدعوة إلى نهضة المراة في مصر ترجع كما ترى إلى رفاعة بك، ثم جاء من بعده قاسم بك امين فجددها ووسع نطاقها، وكتاب رفاعة بك طبع لأول مرة سنة 1289 هـ أي سنة 1872 ميلادية، وقد اسست أول مدرسة لتعليم البنات في مصر سنة 1873 وهي المدرسة التي انشاتها جشم افت هانم إحدى زوجات إسماعيل بالسيوفية، على أن دعوة رفاعة بك ترجع إلى ما قبل ظهور كتابه، فانه كما تعلم كان عضوا في مجلس ديوان المدارس سنة 1837، وقد ذكر يعقوب ارتين باشا ان هذا المجلس قدر ما لتعليم المراة من الفضل في النهوض بالمجتمع المصري فاقترح ادخال تعليم البنات في مصر، ولكن الاقتراح لم يخرج إلى خيز العمل في عهد محمد علي باشا لان المجتمع كما يقول ارتين باشا لم يكن يالف تعليم البنات في المدارس فاكتفى محمد علي بمدرسة الولادة التي انشاها لتخريج طائفة من المقبلات المتعلمات.
على أن فكرة تعليم المراة لاقت من ذلك الحين تقديرا من الطبقات العالية فاخذت سلالة البيوت الكبيرة نالت حظا وافرا من العلم والثقافة، ومن هذه الطبقة نبغت الكاتبة الشاعرة عائشة هانم تيمور كريمة إسماعيل باشا تيمور من كبار الحكام في عصر عباس وسعيد وإسماعيل، وقد بقيت فكرة تعليم البنات قاصرة على البيوت إلى أن انشئت مدرسة البنات بالسيوفية كما قدمنا.

#### فضله في نهضة القضاء والقانون
ولرفاعة بك فضل كبير في نهضة القضاء، فان الحكومة حينما فكرت في اصلاح النظام القضائي على عهد إسماعيل مهدت إلى ذلك بتعريب القوانين الفرنسية المعروفة بالكود (قانون نابليون) وهي مهمة شاقة تحتاج إلى اطلاع واسع في القوانين الفرنسية واحكام الشريعة الإسلامية لاختيار المصطلحات الفقهية المطابقة لمثيلاتها في القانون الفرنسي، وتحتاج أيضا إلى علم غزير وصبر على العمل والمام تام باسرار اللغتين الفرنسية والعربية، فلم تجد الحكومة من يضطلع بهذه المهمة سوى رفاعة بك وتلاميذه، فعرب هو وعبد الله بك السيد القانون المدني الفرنسي واشترك معها عبد السلام افندي أحمد، وأحمد افندي حلمي، وإذا لاحظت ان هذا القانون اوسع مدى من القانون المدني المصري والمقتبس منه لانه يشمل عدا المعاملات المدنية احكام الاحوال الشخصية عرفت مبلغ الجهد الذي بذله رفاعة بك ومساعدوه في تعريبه، وحسبك انه يقع في 2281 مادة طبعة في مجلدين كبيرين، يقع الأول في نيف وثلثمائة صفحة، والثاني في مائتي صفحة من الورق الكبير، وعرب قانون المرافعات عبد الله أبو السعود افندي، وحسن افندي فهمي، وعرب محمد قدري باشا قانون العقوبات، وصالح بك مجدي قانون تحقيق الجنايات، وهم من تلاميذ رفاعة بك، ومن هذه القوانين قد استمد الشارع المصري معظم احكام قوانين المعاملات المدنية والمرافعات والعقوبات، تلك القوانين التي بني على اساسها النظام القضائي الحديث، ومن ذلك يتبين فضل رفاعة بك وتلاميذه في اقامة صرح العدالة في مصر.

#### روضة المدارس
ومن اجل أعماله انه تولى رئاسة تحرير مجلة روضة المدارس التي أنشأها العلامة علي باشا مبارك سنة 1870 حين كان وزيرا للمعارف العمومية في عهد إسماعيل، وهي مجلة علمية ادبية اجتماعية، أنشأتها وزارة المعارف كما قدمنا لإحياء الآداب العامة ونشر المعارف الحديثة، وتولى رئاستها رفاعة بك ويباشر تحريرها ابنه علي بك فهمي رفاعة مدرس الإنشاء بمدرسة الإدارة والألسن وقتئذ.
وكان المترجم يتولى تحرير أبواب المجلة، يعاونه في ذلك نخبة من العلماء والأدباء أمثال علي باشا مبارك، وعبد الله بك باشا فكري، والشيخ حسين المرصفي، والمسيو بروكش باشا ناظر مدرسة اللسان المصري القديم، وإسماعيل بك (باشا) الفلكي، ومحمد قدري بك (باشا) ومحمود باشا الفلكي والدكتور محمد بك بدر، وأحمد بك ندا العالم النباتي الشهير، والشيخ عبد الهادي نجا الابياري، وصالح مجدي بك، وأبو السعود أفندي محرر جريدة وادي النيل، والشيخ عثمان مدوخ أحد أساتذة اللغة العربية بالمدارس التجهيزية، ورأيت فيها بعض المباحث الفقهية للشيخ حسونة النواوي، وبعض شذرات لغوية للشيخ حمزة فتح الله «من أفاضل الإسكندرية»، فكانت المجلة ميدانا يتبارى فيه فطاحل الكتاب في ذلك العصر، وفيها المباحث الطريفة في العلم والأدب والاجتماع والتاريخ والرياضيات، وكانت تصدر مرتين في الشهر، وقد صدر العدد الأول منها في 15 محرم سنة 1287 هـ (سنة 1870) واستمرت تصدر بانتظام، فادت الثقافة فائدة كبرى، وقد ذكرها المسيو دور مفتش التعليم العام على عهد إسماعيل في كتابه فقال عنها: «وهذه المجلة كانت توزع مجانا على التلاميذ وقد ساعدت على نشر العلوم والمعارف لانها عودت الطلبة ملكة المطالعة والبحث، وفتحت صحائفها للنابهين منهم لنشر أبحاثهم القيمة، فكان ذلك مما يشجعهم ويستحث هممهم على المباحث والجهود المستقلة عن دروسهم».
وقد أصاب المسيو دور في قوله، فان المجلة كانت تنشر مباحث طريفة لبعض نبهاء التلاميذ، وقد رأيت فيها قصائد رقيقة من نظم إسماعيل باشا صبري تتجلى فيها روح الشعر الحديث، وكان وقتئذ «الشاب النجيل إسماعيل أفندي صبري أحد تلامذة مدرسة الإدارة».
فمنها قصيدة في مدح الخديوي إسماعيل بالعدد 20 من السنة الأولى قال في مطلعها:
سفرت فلاح لنا هلال سعود ونمى الغرام بقلبي المعمود
وقصيدة أخرى في مدح الخديوي إسماعيل من السنة الثانية يقول في مطلعها:
أغرتك الغراء ام طلعة البدر وقامتك الهيفاء ام عادل السمر وشعرك ام الليل تراخى سدوله وثغرك أم عقد تنظم من در
وأخرى بالعدد 23 من السنة الثانية استهلها بقوله:
لا والهوى العذري والوجد عدل عدولي فيك لا يجدي اني مع الصد وطول الجفا باق على الميثاق والعهد
ويتبين من ذلك ان مدرسة الشعر الحديثة قد بدأت باكورتها تظهر في روضة المدارس على عهد رفاعة بك.

#### وفاة رفاعة بك
واستمر رفاعة بك يشرف على تحرير المجلة ويكتب فيها ويتولى نظارة قلم الترجمة مع ما على التاليف إلى أن ادركته الوفاة سنة 1873 م (سنة 1290) وله من العمر 75 سنة، نعيه في الوقائع المصرية، وفي روضة المدارس بالعدد 7 من السنة الرابعة، وكتب نجله علي بك فهمي رفاعة مباشر تحرير المجلة عن نعيه الكلمة الاتية:
«انه ليحزنني ان انقل من عدد الوقائع المصرية الاخير، ما كتبه حضرة محررها الاغر الشهير، ايذانا بوفاة والدي رفاعة بك رافع طاب ثراه، وجعل الجنة متقلبه ومثواهر، وحيث كانت دموع الاسف على فقده، شاغلة لي عن القيام بحقوقه الواجبة علي من بعده فليس في وسعي الآن، الا الدعاء له بالرحمة والرضوان»، وكانت المجلة تنشر تباعا مؤلفات المترجم وهو كتاب (نهاية الإيجاز في سيرة ساكن الحجاز)، في تاريخ الرسول ، فاستمرت تنشر تتمة الكتاب بعد وفاة المترجم.

#### صفاته واخلاقه
وصف صالح مجدي بك استاذه رفاعة بك بقوله:
«كان قصير القامة، عظيم الهامة، واسع الجبين، ومتناسب الاعضاء، اسمر اللون، واسع الكون، وكان فيه دهاء وحزم، وجراة وثبات وعزم، واقدام ورياسة، ووقوف تام على احوال السياسة، وتفرس في الامور، وكان حميد السيرة، حسن السريرة».
هذا ما كتبه اقرب الناس إليه واعرفهم باخلاقه وصفاته، ويلوح لنا ان من أخص صفات المترجم الصبر على المكاره، وقوة العزيمة والاباء والشهامة، اما الصبر فقد برهن عليه وقت احتمل من مضض النفي في الخرطوم بشجاعة وثبات، وتتجلى لك قوة عزيمته من مثابرته طوال حياته على التاليف والترجمة على ما يقتضيه ذلك من الجهد والعناء، ومن كونه عرب كتاب من خيرة كتبه وهو في منفاه، فالنفس التي لا يحول النفي دون مثابرتها على العمل هي انفس ملؤها الايمان ومضاء العزيمة، ورفاعة بك في عمله بمنفاه يشبه الفيلسوف الفنرسي كوندروسيه الذي الف وهو مطارد كتاب من خيرة مؤلفا.
ومن أخص مزايا المتوفى كما قلنا الشمم والاباء والشهامة، وقد تكون هذه المزايا مما عرقل تقدمه في مناصب الحكومة، إذ انه على ما عرف به من عظيم الكفاءة لم يتجاوز نظارة قلم الترجمة بوزارة المعارف العمومية، ونظارة قلم الترجمة على ما لها من المكانة العلمية اقل مما يستحقه رفاعة بك من رفيع المناصب، وكذلك يلاحظ انه لم ينل رتبة الباشوية مع ان اقرانه ومن هم دونه مرتبة ومنزلة نالوها، ولا يمكن تعليل كل ذلك من ناحية الكفاءة والجدارة، فان كفاءة رفاعة بك كانت منقطعة النظير، وجدارته معترف بها من الجميع، فبقاؤه في نظارة قلم الترجمة، وعدم بلوغه مرتبة الوزارة وهي النهاية التي يتطلع إليها من ينتظمون في سلك المناصب الحكويمة، لابد ان يكون ذلك راجعا إلى ما اتصف به رفاعة بك من الشمم والاباء، فان هذه الصفات على كوها من اسمى الفضائل ليست محببة إلى الرؤساء وولاة الأمر ولا ترغبهم كثيرا في اصحابها ولا تميل بهم إلى اسناد المناصب الرفيعة إليهم.
واشتهر رفاعة بك أيضا بالكرم والجود، والزهد في الفخفخة والخيلا، وفي ذلك يقول تلميذه صالح بك مجدي: «وكان فيه زيادة كرم وسماحة، ومزيد بلاغة وفصاحة، كثير التواضح جم الادب، محبا للخير، وكان كلما ارتقى إلى أسنى المناصب، وجلس على اسمى المراتب ازداد تواضعه للرفيع والوضيع، وتضاعف سعيه في قضاء حوائج الجميع، ولم يغتر بزينة الدنيا وزخرفها، وكان قليل النوم كثير الانهماك في التاليف والتراجم حتى انه ما كان يعتني بملابسه».

#### وطنيته
لقد اشربت نفس رفاعة بك الوطنية منذ نعومة أظافره، تلقاها من ايمانه الصادق (وحب الوطن من الايمان) ومن فطرته السلمية وحبه للخير، وقد استثار رحيله عن الديار تلك العاطفة الشريفة، فحركت الغربة في نفسه الحنين إلى الووطن وجادت قريحته باشعار تدل على وطنية عميقة، ولا غرو فالعواطف الإنسانية تنشا في قرارة النفسن ثم تبدو وتظهر كلما استثارتها الحوادث والمناسبات.
وكان لاقامة رفاعة بك في باريس في اثر كبير في تكوين وطنيته، فقد راى في تلك الديار مظاهر اخلاص الفرنسيين لوطنهم، وشهد ثورة الشعب سنة 1830، وراى مفاداة الناس للوطن وبذلهم ارواحهم ودماءهم في سبيله، فاثرت هذه المشاهد الرائعة في نفسه الحساسة وصادفت منها موضع الإعجاب والإقناع، وغرست في قلبه الفضائل والمبادئ الوطنية التي كان يميل إليها بفطرته الطيبة، وانك لتلمح ضوء الوطنية الساطع من قصيدة له بباريس قالها في الحنين إلى مصر واهلها والإشادة بذكرها، قال فيها:
ناح الحمام على غصون البان فاباح شيمة مغرم ولهان ما خلته مذ صاح إلا أنه احضى فقيد اليفه ومعاني وكانه يلقي إلى إشارة كيف اصطباري مذ نأى خلاني مع أنني والله مذ فارقتهم ما طالب لي عيشي وصفو زماني لكنني صب اصون تلهفي حتى كاني لست باللهفان لكنني صب اصون تلهفي حتى كاني لست باللهفان وبباطن الاحشاء نار لو بدت جمراتها ما طاقها الثقلان ابكي دما من مهجتي لفراقهم واود الا تشعر العينان لي مذهب في عشقهم واريته ومذاهب العشاق في اعلان ماذا علي إذا كتمت صبابتي حتى لو ان الموت في الكتمان
وانتقل إلى التغني بمصر وذكر محاسنها فقال:
هذا لعمري ان فيها سادة قد زينوا بالحسن والإحسان يا ايها الخافي عليك فخارها فاليك ان الشاهد الحسنان ولئن حلفت بان مصر لجنة وقطوفها للفائزين دواني والنيل كوثرها الشهي شرابه لابر كل البر في ايماني دار بحق لها التفاخر سيما بعزيزها جدوى بني عثمان
وامتدح محمد علي وإبراهيم باشعار نهج فيها منهج الإشادة بالمفاخر القومية فقال:
من كل مثل اميرنا فقرينه اسكندر أو كسر نوشروان في وجهه النصر المبين على العدا لاحت بشائره لكل معاني في كفه سيفان سيف عناية والشهم إبراهيم سيف ثاني
وله قصائد ومنظومات وطنية قالها في مناسبات مختلفة، فتامل هذه القصيدة الاتية تجدها تعبر عما يجيش في نفسه من انبل العواطف، وقد قدمها هو للقارئ بقوله: وقلت أيضا وطنية".
مذهب
يا صاح حب الوطن حلية كل فطن
دور
محبة الاوطان من شعب الايمان في افخر الاديان اية كل مؤمن
مذهب
يا صاح حب الوطن حلية كل فطن
دور
مساقط الرؤوس تلذ للنفوس تذهب كل بوس عنا وكل حزن
دور
ومصر ابهى مولد لنا وازهى محتد ومربع ومعهد للروح أو للبدن شدت بها العزائم نيطت بها التمائم لطبعنا تلائم في السر أو في العلن مصر لها ايادي عليا على البلاد وفخرها ينادي ما المجد الا ديدني الكون من مصر اقتبس نورا وما عنه احتبس وما فخارها التبس الا على وغد دني فخر قديم يؤثر عن سادة وينشر زهور مجد تنثر منها العقول تجتبي دار نعيم زاهية ومعدن الرفاهية أمرة وناهية قدما لكل المدن تحنو على القريب تحلو لدى الغريب ترنو إلى الرقيب شررا بسهم الاعين طول المدى ولود وللهدى ودود ما امها جحود إلا أنثنى بالوهن قوة مصر القاهرة على سواها ظاهرة وبالعمار زاهرة خصت بذكر حسن منازل رحيبة وبالمنى خصيبة وللهنا مجيبة وهي اعز موطن علومها حقائق فهومها دقائق رموزها رقائق تحلو لاهل الفطن اما ترى الأهالي ترقى ذرا المعالي هم سادة موالي جمال وجه الزمن ابناؤها رجال لم يثنهم مجال ولا بهم اجاول في ليل وقع دجن وذوقهم مطبوع وقدرهم مرفوع وصيتهم مسموع بشرف التمدن وجندهم صنديد وقلبه حديد وخصمه طريد بل مدرج في كفن كم فيه من نزيل يقومل مصر وطني فان ترم اسعادا يا سعد دع سعادا ولد بمن اعادا لمصر فخرها السني صادق وعد محسن وذكره يستحسن ولا تزال الالسن تشدو بذكرى المحسن رب علا وحسب عن جده وعن أب فقل لمصر انتسبي إلى جزير المنن ادامه رب العلا امير عز وولا بجاه طه من علا بالعدل جور الفتن
وقال يصف الجيش المصري ويشيد مفاخره:
تنظم جندنا نظما عجيبا يعجز الفها باسد ترعب الخصما فمن يقوى يناضلنا
رجال مالها عدد كمال نظامها العدد حلاها الدرع والزرد سنان الرمح عاملنا
وهل لخيولنا شبه كرائم ما بها شبه إليها الكل منتبه وهل تخفى اصائلنا لنا في الجيش فرسان لهم عند اللقا شان وفي الهيجاء عنوان تهيم به صواهلنا
فها الميدان والشقرا شقت اذن العدا وقرا كانا نرسل الصقرا فمن يبغي يراسلنا
مدافعنا القضا فيها وحكم الحتف في فيها واهونها وجافيها تجود به معاملنا
لنا الرؤساء ابطال رجال اينما جالوا بصولة عيلم صالوا يفوق الحد صائلنا لنا في المدن تحصين وتنظيم وتحسين وتاييد وتمكين منيعات معاقلنا
ولعمري ان هذه الابيات لمن خير ما قيل في وصف الجيش المصري، ولا شك ان رفاعة بك قد استلهم شعره من مفاخر الجيش في عصر محمد علي، فهو يصر العصر الذي عاش فيه تصويرا صحيحا لا مبالغة فيه ولا اغراق، وان قصيدته لتشبه ان تكون صورة يخيل للقارئ انه يلمح فيها كتائب الجيش المصري تسير إلى ميادين الحرب تحف بها اعلام النصر والظفر، وتخوض غمار القتال بقلوب ملؤها الشجاعة والاقدام، وتجابه الاخطار قوية الايمان، ثابته الجنان، مجهزة بالسلاح والمدافع «تجود بها معاملنا» تلك التي كانت قائمة في عصر محمد علي، ولو لم يشهد رفاعة بك مفاخر الجيش المصري في ذلك العصر لما جادت قريحته بهذا الشعر، وهكذا يتاثر الشاعر والاديب بالعصر الذي يعيش فيه والبيئة التي تحيط به، ويصور الحياة على عهده، فكأنما هو قطعة من عصره، أو مرآة تطبع فيها مشاهد الحياة السياسية والاجتماعية ومظاهر الحالة الفكرية والخلقية.
وانك لتلمح أيضا عظمة الجيش المصري من قول رفاعة بك في قصيدة أخرى يخاطب فيها الجنود:
يا أيها الجنود والقادة الأسود ان امكهم حسود يعود هامي المدمع فكم لكم حروب بنصركم تؤوب لم تثنكم خطوب ولا اقتحام معمع وكم شهدتم من وغي وكم هزمتهم من بغي فمن تعدى وطغى على حماكم يصرع
وتتجلى لك روحه الوطنية في تعريبه نشيد فرنسا القومي (المارسليز)، فان النفس لا تميل الا إلى ما هو محبب إليها، فهذا النشيد قد استثار ولا شك اعجاب رفاعة بك حتى مالت نفسه إلى تعريبه واظهار ما احتواه من العواطف الوطنية الفدائية في حلة عريبة قشيبة، وتتبين أيضا وطنيته من انك تراه يكثر من عبارات الوطن وخدمة الوطن والوطنية في مؤلفاته وهو أول من استعمل هذه الكلمات في نثره ونظمه، فتامل في فصول كتابه الممتع (مناهج الالباب المصرية) تجد انه جعل عنوان مقدمته (في ذكر هذا الوطن وما قاله في شان تمدينه ارباب الفطن) وتجده يقول عن سبب تاليف الكتاب انه القيام بواجبه نحو الوطن (ص4) ويتكلم عن الترغيب في حب الوطن (ص7) ويشيد بمفاخر مصر في فصول متعددة، على أنه لا يتملق الجماهير فيما يكتب بل يخلص النصح والإرشاد لبني وطنه، بوذلك برهن على وطنية صادقة خالية من شوائب التغرير والتضليل.
وافرد في كتابه (المرشد الأمين للبنات والبنين) فضلا بعنوان (في أبناء الوطن وما يجب عليهم) وتكلم عن لزوم اتحاد الكلمة بين أهل الوطن "لأن الله سبحانه وتعالى انما اعدهم للتعاون على اصلاح وطنهم، وان يكون بعضهم بالنسبة إلى بعض كاعضاء العائلة الواحدة، فكان الوطن انما هو منزل ابائهم وامهاتهم ومحل مرباهم فليكن أيضا محلا للسعادة المشتركة بينهم، وقال أيضا: "فالوطني المخلص في حب الوطن يفدي وطنه بجميع منافع نفسه، ويخدمه ببذل جميع ما يملك ويفديه بروحه، ويدفع عنه كل من تعرض له بضرر كما يدفع الوالد عن والده الشر، فينبغي ان تكون نية أبناء الوطن دائما متجهة في حق وطنهم إلى الفضيلة والشرف، ولا يرتكتبون شيئا مما يخل بحقوق اوطانهم واخوانهم فيكون ميلهم إلى ما فيه النفع والصلاح، كما انا الوطن نفسه يحمي عن ابنه جميع ما يضر به".
وضرب المثل بما بلغته الأمة الرومانية من العظمة حينما كان ابناؤها مستمسكين باهداب الوطنية وقال (ص95): «فمن هذا يفهم ان امة الرومانيين كانت متشبثة بحب وطنها، تسلطت على بلاد الدنيا باسرها، ولما انسلخت عنها صفة الوطنية حصل الفشل بين أعضاء هذه الملة وفسد حالها وانحل عقد نظامها».

#### اسلوبه
من التامل فيما نقلناه من شعر رفاعة بك ونثره نستطيع أن نتبين مبلغ تقدم اللغة والاسلوب في انشائه تقدما نسبيا عن العصر الذي سبقه، وخاصة إذا قارناه باسلوب رجال المدارس القديمة كالجبرتي والمهدي والخشاب وغيرهم، وهذا التقدم هو نتيجة النهضة الأدبية والعلمية التي ظهرت في عصر محمد علي باشا واعقبت حركة الركود التي اصيبت بها العلوم والاداب في عصر المماليك.
فاسلوب رفاعة بك قد تحلل من قيود الركاكة القديمة، وامتاز بصحة العبارة والتاثر من الثقافة الأوروبية، وهو وان كان قد تقيد في بعض المواطن بقيود السجع المتكلف والبديعيات اللفظية إلا أنه خطا باللغة والإنشاء خطوة في طريق التقدم، وفي بعض شعره ونثره تلمح روح البلاغة ونسيم الترسل والسهل الممتنع.
فرفاعة بك هو أول من نهض بالشعر والأدب في العصر الحديث، ويعد شهره دور الانتقال إلى دولة الأدب الجديد التي حمل لواءها البارودي وإسماعيل صبري وشوقي وحافظ ومطران وغيرهم من اعلام الأدب، نعم اننا إذا وضعنا شعره إلى جانب "شوقيات" امير الشعراء" ووطنياته لجاء في المرتبة الثالثة أو الرابعة من جهة الروح والاسلوب والبلاغة وابتكار المعاني، ولكن يجب الا ننسى ان رفاعة بك نشا في عصر كانت اللغة العربية وادابها في دور تاخرها واضمحلالها، فله على النهضة الأدبية والعلمية فضل لا ينكر، واغلب الظن انه لو تفرغ للادب والشعر دون التعريب والتاليف العلمي لبلغ في دولة الأدب شانا اعظم مما ادركه.

#### تلاميذ رفاعة بك
ان الكلام عن رفاعة بك يستتبع الكلام عن تلاميذه الذين تخرجوا على يده في مدرسة الالسن، لانهم ثمرة هذه المدرسة واثرها الخالد، على أن من الواجب ان ننوه بانه من يوم ان تولى منصب الترجمة في مدرسة الطب، ثم في مدرسة المدفعية بطره، صار له تلاميذ ومريدون، وممن تلقوا عنه في مدرسة الطب، الدكتور محمد علي البقلي باشا، فقد نقل عنه صالح مجدي بك، انه أخذ هو وزملاؤه عن رفاعة بك بعض العلوم الاولية بمدرسة الطب بابي زعبل سنة 1247هـ وانه شهد له شهادة اوجبت اختياره ضمن أعضاء البعثة الطبية الأولى التي ارسلت إلى فرنسان ومعلوم ان البقلي باشا هو من اعلام الطب في عهد محمد علي وعهد إسماعيل، ولم يفتا بعد عودته واسناد كبرى المناصب إليه يذكر لرفاعة بك فضله عليه.
ثم جاء عهد مدرسة الالسن، فكثر عدد تلاميذه وتخرج على يديه نخبة عن العلماء والأدباء ممن اضطلعوا بمهمة التعريب والترجمة والإنشاء سواء في الأدب والتاليف أو في دواوين الحكومة.
وقد ذكر السيد صالح مجدي بك أسماء النوابغ والنابعين منهم ورتبهم إلى ثلاث طبقات بحسب دخولهم المدرسة.
فذكر من الطبقة الأولى عبد الله أبو السعود افندي، وهو العالم الثائر محرر جريدة وادي النيل أول صحيفة سياسية حرة ظهرت في مصر على عهد إسماعيل، وأكبر رجال قلم الترجمة ثم ناظره، ومدرس التاريخ العام بدار العلوم، وصاحب المباحث الشيقة في مجلة روضة المدارس.
وخليفة افندي محمود مترجم كتاب (اتحاف الملوك الالبا بتقدم الجمعيات في بلاد أوروبا) وكتاب (اتحاف ملوك الزمان بتاريخ الإمبراطور شارلكان) في ثلاثة مجلدات، ومحمد افندي مصطفى البياع الموظف بالتحريرات الافرنجية، ومحمد افندي عبد الرازق مترجم كتاب (غاية الأدب في خلاصة تاريخ العرب) للمسيو سديليو، وعبد الجليل بك من كبار موظفي المعية السنية، وسحاتة عيسى بك من نوابغ البعثات العلمية وناظر مدرسة اركان حرب في عهد إسماعيل، وإبراهيم بك مرزوق الشاعر الاديب، وحنفي افندي هند من نوابغ من تخصصوا في الفنون الحربية بفرنسا، وحسن بك فهمي المصري وكيل سكك الحديد بالوجه القبلي ثم القاضي بالمحكمة المختلطة.
وأحمد بك عبيد وكيل المحكمة التجارية بالقاهرة، ثم قاض بمحكمة الإسكندرية المختلطة وله تراجم في القوانين العسكرية وترجم تاريخ بطرس الأكبر.
ورمضان افندي عبد القادر مترجم بديوان البحرية وله تراجم عسكرية عديدة، ومحمد افندي الحلواني، وعبد الرحمن افندي أحمد وله تراجم طبية وتاريخية لم تطبع، وحسن افندي الجبيلي مترجم بديوان الأوقاف وله تراجم في التاريخ وسعد افندي مجدي، ومحمد افندي السمسار مترجم ضبطية مصر وله تراجم غير مطبوعة، ومحمد افندي علي القوصي مامور التذاكر الافرنجية بإسكندرية، وحسين افندي علي الديك مدرس الحساب بمردسة المحاسبة وله كتاب قيم في مسك الدفاتر، والسيد عثمان افندي الدويني قاضي محكمة الواسطة الشرعية، وحسن افندي الشاذلي من خريجي البعثات، وأحمد افندي عياد المترجم بإسكندرية، وعطية افندي رضوان، ومصطفى افندي رضوان كاتب المجلس الصحي ومدرس اللغة الفرنسية بمدرسة الطب، ومحمد افندي زهران مدرس بمدرسة الطب.
ومن الطبقة الثانية وهي التي دخلت المدرسة سنة 1252 هـ عبد الله بك السيد من نوابغ البعثات وقد ترجمنا له فيما يلي، ومصطفى بك السراج وقد شرع في عمل قاموس فرنسي عربي لم يتممه، وصالح مجدي بك صاحب رسالة (حلية الزمن) في ترجمة رفاعة بك ومؤلف كثير من الكتب، ومحمد رشدي بك. ومحمد افندي الطيب مدرس اللغة الفرنسية بمدرسة المحاسبة والمساحة، ومحمد افندي البحيري مدرس اللغة الفرنسية بالمدرسة التجهيزية، ومحمد افندي سليمان مدرس اللغة الإنجليزية بالمدارس الحربية وأول من برع في الترجمة من الإنجليزية، وخورشد افندي فهمي من خريجي البعثات، وعلي افندي سلامة مدرس اللغة الفرنسية والجغرافية. وحسين خاكي افندي، وعبد السلام سلمي افندي، وعلي افندي شكري، وقاسم افندي محمد، ومحمد افندي لاظ، ومصطفى افندي صفوت، ومصطفى افندي الكريدلي، ومحمد افندي زيور، وأحمد افندي صفي الدين، وعثمان فوزي باشا، والسيد عمارة افندي، ومنصور عزمي افندي، وبحر افندي أحمد، وحسن افندي قاسم، وقاسم افندي اسعد، وإسماعيل سري افندي، وحسن عيسوى افندي، والدكتور مصطفى أبو زيد ومراد مختار افندي، وحسن افندي وفائي الخطاط الشهير.
ومن الطبقة الثالثة: محمد قدري باشا العالم المشرع الكبير صاحب الكتب الثلاثة الخالدة في جمع وترتيب احكام الشريعة الإسلامية في المعاملات المدنية والاحوال الشخصية والوقف على مذهب الامام الاعظم أبي حنيفة وصوغها في قالب القوانين الحديثة، وهي كتاب (مرشيد الحيران إلى معرفة احوال الإنسان) في المعاملات الشرعية، وكتاب (الاحكام الشرعية في الاحوال الشخصية) وكتاب (قانون العدل والانصاف في القضاء على مشكلات الأوقاف) وهي الكتب الثلاثة هي مرجع رجال القضاء والقانون إلى اليوم وإلى ما شاء الإله في المحاكم الأهلية والشريعة والمختلطة، وقدري باشا هو أيضا مؤلف كتاب (تطبيق ما وجد في القانون المدني موافقا لمذهب أبي حنيفة) ووزير الحقانية ثم المعارف في عهد توفيق باشا.
ومحمد عثمان جلال بك الشاعر الثائر والاديب الكبير صاحب كتاب «العيون اليواقظ» عربه عن لا فونتين ورواية «الشيخ متلوف» ورواية «بو وفرجيني» ومحمد شيمي بك مامور التشهيل بالإسكندرية ثم قاض فمستشار بمحكمة الاستئناف المختلطة.
وعبد السميع افندي عبد الرحيم، وأحمد خير الله بك المترجم بمحافظة الإسكندرية ثم قاضي بالمحكمة المختلط’ن وأحمد محمود افندي، وبحر عبد الله افندي وعبد الله محفوظ افندي، وحسن يوسف افندي، وعمر صبري افندي، وعلي رشاد افندي، وأحمد حلمي افندي، وعبد الله يوسف افندي، ومتولي محمود افندي مترجم ديوان الإسكندرية.
هذا وقد ذكر العلامة محمد قدري باشا أحد خريجي مدرسة الالسن ان تلاميذ هذه المدرسة قد عربوا نحو الفي كتاب أو رسالة في مختلف العلوم والفنون وان جميع الذين نبغوا في الترجمة والتعريب على عهد محمد علي وإسماعيل هم تلاميذ رفاعة بك أو تلاميذ تلاميذه، وظاهر مما كتبه قدري باشا عن هذه المدرسة ان مستوى الترجمة قد هبط في مصر بعد اقفالها، ولم يخلها معهد آخر لتخريج العلماء الاكفاء في التعريب، ولذلك استعانت الحكومة كما يقول قدري باشا بالاجانب، وقترح لهذه المناسبة إنشاء مدرسة خاصة لتعليم اللغات الأوروبية والشرقية، والذي نعرفه ان هذا الاقتراح لم يلق تنفيذا وتقديرا فالمعروف ان مدرسة الالسن بعد أن اقفلت في عهد عباس باشا اعيدت في عهد إسماعيل سنة 1868 باسم مدرسة الإدارة التي كانت تسمى مدرسة الادراة والالسن، ثم عرفة بمدرسة الإدارة فقط، ثم تطورت منذ سنة 1886 إلى مدرسة الحقوق، فمدرسة الحقوق هي خليفة مدرسة الالسن، ولكن فن الترجمة وما يقتضيه من تخريج المترجمين العلماء الاكفاء لم يكن موضع العناية لا في مدرسة الإدارة ولا في مدرسة الحقوق.

#### مؤلفاته
نشا رفاعة بك في فجر النهضة العلمية والأدبية الحديثة، وكان هو أول من حمل لواءها، استوفى العلوم الأزهرية ونال حظا كبيرا من العلوم العصرية الأوروبية، فكان منهاجه العلمي ان ينقل إلى بني وطنه علوم الإفرنج في التاريخ والجغرافية والرياضيات والقانون، وكان طليعة حركة التعريب في النهضة الحديثة.
وقد اقترن انتاجه بنزعة وطنية قوية تلقاها كما اسلفنا من فطرته الطيبة وكرم اخلاقه وما اثارته مشاهد الثورة الفرنسية سنة 1830 في نفسه من عواطف وطنية صادقة، فاتجه انتاجه إلى تهذيب النفوس وارشادها إلى ما فيه رفعة الوطن ومجده.
وكانت له نفس شاعرة جادت بشعر تترقرق فيه معاني الوطنية، وله قلم جمع بين الأدب العربي والثقافة الأوروبية، ولم يقف انتاجه عند حدود التعريب بل الف وابتكر صحائف وكتبا ممتعة في التاريخ والأدب والتربية والاخلاق.
ويضاف إلى هذه الخصائص والمزايا ايمان ثابت وعقيدة دينية صادقة، وعزيمة ماضية، وصبر طويل، وجلد على العمل انفرد به عن النظير وكان له أكبر الاثر في خصب انتاجه العلمي والأدبي، فمن هذه العناصر تتكون شخصية رفاعة بك من ناحية التاليف والتعريب، وسنذكر هنا على ضوء هذه الملاحظات مؤلفاته ومعرباته، وسنجتهد في ترتيبها بحسب ظهورها.
1 – فاول تاليفه رحلته إلى فرنسا المعروفة (بتخليص الإبريز في تلخيص باريز) تتضمن مشاهداته في رحلته وما انطبع منها في ذهنه أثناء اقامته بباريس، وفيها وصف احوال فرنسا ونظام الحكم فيها واخلاق اهلها وعاداتهم وعلومهم وفنونهم وادابهم وقائدهم وصنائعهم واحوالهم المعاشية والسياسية والاجتماعية، وفي هذه الرحلة يتبين اتجاه المترجم إلى الابحاث التاريخية والجغرافية، فانه يجعلها الغاية الأولى من مشاهداته، فما من بلد مر به أو اقام فيه الا ويذكر لمعة من ماضيه وحاضره، ويتبين منها أيضا وفرة مادته من الأدب واللغة. وميله إلى التعمق في البحث والاستقصاء، ودقة ملاحظاته ونفاذ بصيرته، وتمسكه باهداب الدين مع سعة الفكر والرغبة في الاخذ باسباب تقدم الامم الأوروبية، وبذلك على شغفه بالعلم اسهابه في وصف علوم فرنسا وعلمائها ومكاتبها وجمعياتها العلمية ومدارسها ومعاهدها وثروتها العلمية من الكتب والمجلات والصحف.
وهذه الرحلة كما قدمنا هي أول رحلة مصرية بأوروبا في تاريخ مصر الحديث، قد طبعت ببولاق، وسر لها محمد علي سرورا كبيرا وامر بقراءتها في قصوره وتوزيعها على الدواوين والوجوه والاعيان وقراءتها في المدارس المصرية.
2 – وعرب وهو في باريس كتاب (قلائد المفاخر في غريب عوائد الأوائل والاواخر) طبع ببولاق سنة 1833 بعد عودة المترجم في فرنسا.
3 – واخذ وهو في فرنسا يعرب كتاب المسيو ملتبرون في الجغرافية فعرب الجزء الأول منه بعنوان (الجغرافية العمومية) ثم عرب في مصر جزء آخر.
4 – وله في الجغرافية العمومية كتاب آخر اسمه اكنز المختار في كشف الأراضي والبحار.
5 – وكتاب التعريبات الشاقة لمريد الجغرافية وهو كتاب ضخم عربه عن عدة كتب فرنسية واضاف إليه أيضاحات واسعة، ويتناول جغرافية مصر وسائر بلدان العالم، وقد عرضه علي محمد علي باشا فامر بطبعة ونشره لتعميم نفعه وطبع ببولاق سنة 1838.
6 – وله في الرياضيات والطبيعيات كتاب مبادئ الهندسة عربه عن لوجندر وطبع سنة 1843 وكتاب تعريب المعلم فرادر في المعادن النافعة لتدبير المعايش طبع سنة 1873.
7 – وعرب وهو بالخرطوم كتاب جمال الاجرومية طبع سنة 1863.
9 – والتحلفة المكتبية في تقريب اللغة العربية، جمع فيها قواعد النحو، طبعت سنة 1868.
10 – وظهر له سنة 1866 تعريب القانون المدني الفرنسي المعروف بالكود قانون نابليون وهو عمل ضخم يدل على علو كعب رفاعة بك في العلم والفقه والقانون والتعريب وقد اسلفنا الكلام عنه.
11- وعرب قانون التجارة الفرنسية وظهر سنة 1868.
12 – وفي سنة 1869 ظهر كتابه الممتع مناهج الالباب المصرية في مباهج الآداب العصرية وهو فيما نعلم اجل مؤلفاته واوفاها بيانا واعمها نفعا واغزرها مادة، يشتمل على وصف مصر وبيان حضارتها واخلاقها وعلومها وصنائعها وحكومتها واحوالها الاجتماعية والاقتصادية والسياسية، ويتضمن مباحث قيمة في التاريخ والجغرافية والاداب والاخلاق والمواعظ والحكم، وفيه نبذ ممتع عن الحقوق والواجبات الوطنية.
13 – روضة المدارس، وهي المجلة التي تولى الاشراف على تحريرها وله فيها مباحث قيمة في الأدب والتاريخ وقد سبق الكلام عنها.
14 – وظهر له سنة 1872 كتابه القيم المرشد الأمين للبنات والبنين وهو كتاب اخلاق وتربية للمتعلمين والمتعلمات وقد تكلمنا عنه واقتبسنا منه.
15 – وظهر له سنة 1865 الجزء الأول من كتاب انوار توفيق الجليل في اخبار مصر وتوثيق بني إسماعيل، طبع ببولاق في تاريخ مصر ولم يصدر منه الا الجزء الأول وفيه تاريخ مصر القديم وتاريخ العرب قبل الإسلام، ويقول صالح مجدي بك انه اخرج الجزء الثاني، ولكننا لم نعثرعليه وليس في دار الكتب الا الجزء الأول.
16 – وله رسالة الكواكب النيرة في ليالي افراح العزيز المقمرة في تهاني الخديوي إسماعيل بافراح انجاله.
17 – آخر مؤلفاته كتاب نهاية الإنجاز في سيرة ساكن الحجاز وهو تاريخ الرسول  وقد نشر تباعا في مجلة روضة المدارسة بالعدد 4 من السنة الثالثة والاعداد التالية من السنة الثالثة والرابعة والخامسة.
وعدا هذه المؤلفات قد نقح مهدب مؤلفات أخرى لتلاميذه، وذكر صالح مجدي بك في رسالته حلية الزمن ملفات أخرى لرفاعة بك لم تطبع ولم اعثر عليها، وهي رسالة في الطب، ومختصر معاهد التنصيص، ومجموع المذاهب الأربعة، وشرح لامية العربة، وترجمة منتسكيو.
وعن ترجمة منتسكيو، قرات للاستاذ الشيخ عبد الحكيم سلمان رسالة يقول فيها انه سمع من ابن رفاعة بك ان اباه عرب هذا الكتاب، ورايت في قصيدة لرفاعة بك في مناهج الالباب المصرية ما يؤيد ذلك إذ يقول عن نفسه:
على عدد التواتر معرباتي تفي بفنون سلم أو جهاد وملطبرون يشهد وهو عدل ومنتسكو يقر بلا تمادي
هذا ما وسعه المقام في الكلام عن مؤلفات رفاعة بك، عليه الرحمة والرضوان.

### علي مبارك باشا
هو العالم الجليل، أبو التعليم في عصر إسماعيل وتوفق، وناظر المعارف والاشغال والأوقاف، وصاحب الخطط التوفيقية.
كانت البعثة التي التحق بها بعثة عسكرية هندسية تخصصة في العلوم الحربية والرياضيات، ولكن نبوغه اتجه إلى التربية والتعليم وإلى الجغرافية والتاريخ أكثر من اتجاهه إلى الحربية والرياضيات، ولذلك جعلناه قرينا لرفاعة بك.
وقد عاد من البعثة بعد وفاة محمد علي باشا، ونظرا لان معظم سنى حياته العلمية والقومية اقترنت بعصر إسماعيل وتوفيق فقد ارجانا ترجمته والكلام عنه إلى كتاب عصر إسماعيل.
الهندسة والرياضيات

### مصطفى بهجت باشا
المعروف أثناء دراسته بمصطفى محرمجي افندي، هو مصطفى بهجت باشا المهندس المشهور، تلقى علومه بمدرسة قصر العيني، وكانت إعدادية للمدارس الحربية والعالية واقام بها ثلاث سنوات، ثم التحق بمدرسة المهندخانة بالقلعة، وسافر إلى فرنسا ضمن أعضاء البعثة الأولى، واقام بباريس عشر سنوات اتقن في خلالها العلوم الرياضية والفنون الهندسية، ولما اتم دروسه عاد إلى مصر فعين ناظرا لمدرسة قصر العيني المذكورة، وبقى في هذا المنصب سنتين، ونال رتبة بكباشي، ثم عين ناظرا لمدرسة المدفعية بطره، ثم باشمهندس الجفالك، وعهد إليه وضع مشروع لتسهيل الملاحة في الشلالات، فقدم مشروعا في هذا الصدد لم ينفذ، ونال رتبة اميرالاي، ثم اشترك مع المهندس الفرنسي موجيل بك في بناء القناطر الخيرية، ثم عين مفتشا لهندسة المنوفية والغربية، وعهد إليه عباس باشا بوضع تصميم لتجديد الجامع الأحمدي بطنطا فقام بمهمته خير قيام إلى أن تم بناؤه في عهد إسماعيل، وباشر إنشاء السكة الحديدية من بنها إلى كفر الزيات سنة 1807 ونال رتبة لواء، وعين مفتش هندسة الوجه القبلي مدة ثلاث سنوات ثم اعتزل العمل.
وفي عهد الخديوي إسماعيل عين مفتشا لهندسة الوجه القبلي ثانيا، ومن أعماله انه خطط تصميم الترعة الإبراهيمية من اسيوط إلى جسر كوم الصعايدة الفاصل بين مديريتي المنيا وبني سويف وعين ناظرا لديوان المدارس (وزير المعارف العمومية) من سبتمبر سنة 1870 إلى مايو سنة 1871، ثم كلف بالإقامة بالقناطر الخيرية وموالاة مظهر باشا بالرسوم والتفاصيل التي يطلبها منه أثناء اقامة الاخير بباريس مع موجيل بك والاخصائيين من كبار المهندسين الفرنسيين لاصلاح العيوم التي ظهر بها خلل بقناطر فروع دمياط إلى أن ادركته الوفاة، ويعد من كبار المهندسين في تاريخ مصر الحديث.

### محمد بيومي افندي
كبير الاستاذة بمدرسة المهندسخانة، ومن نوابغ علماء الرياضيات، ولد بمصر، واصله من دهشور بمديرية الجيزة، ذهب إلى فرنسا ضمن البعثة الأولى سنة 1826، واقام بها تسع سنوات اتقن في خلالها دراسة الهندسة والعلوم الرياضية في مدرسة الهندسة، ونال اجازتها الدبلوم ونبغ في الرياضيات.
ولما عاد من فرنسا عين مدرسا بمدرسة المهندسخانة ببولاق، وكان استاذا ومراجعا لكثير من نوابغ المهندسين المصريين، امثال سلامة باشا، ومحمود باشا الفلكي، وطائل الفندي، ودقلة افندي، وإسماعيل باشا محمد، وعامر بك حموده، وغيرهم، وصار كبير الاساتذة بمدرسة المهندسخانة في عهد نظارة المسيو لامبير بك، فكان المرجع إليه والمعول عليه كما يقول علي باشا مبارك في ترجمته.
ثم انتقل من التدريس في مدرسة المهندسخانة إلى قلم الترجمة بديوان المدارس وزارة المعارف العمومية واشترك مع رفاعة بك رافع في العمل.
وله جملة مؤلفات في الهندسة والرياضيات ومنها كتاب جر الاثقال وكتاب الجبر والمقابلة ترجمه عن الفرنسية وطبع بمطبعة بولاق سنة 1840، وثمرة الاكتساب في علم الحساب ترجمه عن الفرنسية وطبع بمطبعة بولاق سنة 846، وكاب الهندسة الوصفية في مجلدين، وجامعة الثمرات في حساب المثلثات ترجمه عن الفرنسية وطبع بمطبعة بولاق سنة 1847.
وعين في عهد عباس باشا الأول مدرسا للحساب بالمدرسة الابتدائية بالخرطوم وتوفى بها في منفاه.
قال عنه علي باشا مبارك: «وكان من اعظم رجال تلك الرسالة، حسن الاخلاق مهيبا جليلا، ذا راي حسن».

### محمد مظهر باشا
من تلاميذ البعثة الاولة، اقام بباريس عشر سنوات، وتخصص لدراسة الرياضيات والهندسة، ونبغ في العلوم الهندسية والرياضيات، وقد امتدحه المسيو جومار في رسالته عن أعضاء البعثات وقال عنه: "ان نبوغ مظهر افندي في الرياضيات والهندسة، ونبغ في العلوم الهندسية والرياضية، وقد امتدحه المسيو جومار في رسالته عن أعضاء البعثات وقال عنه: "ان نبوغ مظهر افندي في الرياضيات لما يسترعي النظر" ولما عاد إلى مصر عين ناظرا لمدرسة المدفعية (الطوبجية) بطره، ونال رتبة بكباشي، وتولى وظائف هندسية متنوعة، وهو الذي بنى فنار الإسكندرية الكبير القائم بطرف شبه جزيرة رأس التين، وهو من اجل أعماله، وكان وقتئذ مظهر افندي، واشترك مع المسيو موجيل بك في بناء القناطر الخيرية، واختص بالاشراف على إنشاء قناطر فرع رشيد، ونال رتبة اميرالاي ونال في عهد إسماعيل باشا رتبة الباشوية (ميرميران) ولما ظهر خلل في بعض عيون هذه القناطر ارسل إلى فرنسا ليجتمع بموجيل بك الذي كان مشرفا على بنائها وبعض الاخصائيين للنظر في أمر اصلاحها.

### إبراهيم رمضان بك
من كبار المهندسين، عاد قبل ان يتم دراسة بعض العلوم الرياضية، وعين في وظيفة معيد مدرس لمظهر باشا ناظر مدرسة المدفعية، فاستطاع استكمال ما نقصه ثم عين مدرسا بمدرسة المهندسخانة ببولاق، وله مؤلفات عديدة في الرياضيات منها (القانون الرياضي في فن تخطيط الأراضي) طبع بمطبعة بولاق سنة 1844 وكتاب اللآلي البهية في الهندسة الوصفية، ترجمه عن الفرنسية وطبع بمطبعة بولاق سنة 1845 والمنحة اللدنية في الهندسة الوصفية طبع بمطبعة المهندسخانة سنة 1852.

### أحمد دقله بك
هو من بلدة بسيون غربية مركز كفر الزيات، نشا في مدارس مصر وارسل ضمن طلبة البعثة الثانية سن 1828، وتخصص في العلوم الرياضية، وعاد سنة 1835 وعين معيدا للاستاذ محمد بيومي افندي كبير الاساتذة بمدرسة المهندسخانة ببولاق، ثم عين بعد ذلك مدرسا لعلوم الجبر، وهندسة الري والقناطر والجسور ثم وكيلا للمدرسة مع القائه الدروس بها، وانتقل سنة 1849 وتوفى سنة 1856.
قال عنه علي باشا مبارك: «وأكثر المهندسين الموجودين الآن سنة 1305 هـ تلقوا عنه، وكان حسن الإلقاء، يجتهد في التعليم، ويحث على الفهم، وكان من اعظم المهندسين»، وله من المؤلفات كتاب رضاب الغانيات في حساب المثلثات، ترجمه عن الفرنسية وطبع بطابع بولاق سنة 1843.

### أحمد طائل افندي
هو من بلدة بلتان قليوبية مركز طوخ، نشا نشاته الأولى بمدارس مصر، والتحق بالبعثة بمدارس فرنسا الهندسية، وعاد منها سنة 1835، وعين بمدرسة المهندسخانة مساعد مدرس ومعيدا لدروس للاستاذ محمد بيومي افندي، ثم عين بعد ذلك مدرسا للعلوم الميكانيكية والجبر، ثم مهندسا للركاب العالي سنة 1842، ثم ارسل للخرطوم مدرسا بالمدرسة الابتدائية التي انشاها عباس باشا الأول، فذهب إليها صحبة رفاعة بك رافع والاستاذ بيومي افندي، وعاد من منفاه في أول حكم سعيد باشا مصابا بالحمى، وتوفى بعد وصوله إلى بولاق بليلتين، قال عنه علي باشا مبارك: «وكان قصير القامة صغير الجسم كثير الفهم لا يبالي باكثر الامور، وله جراة إلى الامراء واقدام وكان محبا للتلامذة الصغار يرغب في تعليمهم، واخذ عنه اكثرهم أو جميعهم».

### أحمد فايد (باشا)
نشا نشاته الأولى بمدارس مصر، واقام في فرنسا عشر سنوات يتلقى العلوم بمدارسها، وعين بعد عودته مدرسا للرياضيات بمدرسة المهندسخانة، وصار من كبار اساتذتها ثم وكيلا لها، وتخرج على يده كثير من المهندسين المشار إليهم بالبنان، وله مؤلفات في الهندسة والري، منها كتاب (الاقوال المرضية في علم بنية الكرة الأرضية)، ترجمه عن الفرنسية وطبع بمطبعة بولاق سنة 1841، وتحرك السوائل طبع سنة 1847، والدرة السنية في الحسابات الهندسية طبع سنة 1852.

### محمود باشا الفلكي
لم يكن محمود باشا الفلكي من تلاميذ بعثات محمد علي لانه التحق بالبعثة في عهد عباس، لكنه تعلم علومه الأولى في مدارس محمد علي وهو من زملاء العلماء المتقدم ذكرهم، على أن حياته العامة ترتبط بعصر إسماعيل، لذلك ترجمنا له في كتاب عصر إسماعيل.

### أحمد بك السبكي
من أعضاء البعثة الخاصة، وهو من سبك الثلاث منوفية، ترجم له العلامة علي باشا مبارك لمناسبة الكلام عن سبك الثلاث فقال: "ومن هذه البلدة أيضا الأمير احمد بك السبكي ابن احمد بن سليمان عجيلة من عائلة تسمى العجايلة يقال انه اصلهم من بيت عجيل من مديرية الشرقية". وذكر عنه انه دخل صغيرة مكتب (مدرسة) منوف سنة 1249 هـ (1833م) "ضمن اولاد المكاتب الذين جلبهم العزيز محمد علي باشا من البلاد:، ثم نقل إلى مدرسة قصر العينين ثم إلى مدرسة أبي زعبل، ثم إلى المهندسخانة ببولاق، ثم سافر ضمن بعثة الانجال إلى فرنسا، فاقام بباريس سنتين، ثم دخل مدرسة الفرسان الحربية، وبعد تمام تعليمه حضر إلى مصر في عهد إبراهيم باشا فجعل ضابطا من ضباط الفرسان بالالاي الأولى برتبة ملازم أول سنة 1264 هـ (1847م)، وجعل مدرسا في ذلك الالاي، وبعد سبع سنوات خرج من خدمة الالاي والحق بالمهندسين الذين عهد إليهم رسم خريطة فنال السويس برتبة يوزباشي في عهد سعيد باشا، وبعد انتهاء هذه المهمة عهد إليه معاونة العالم الكبير محمود باشا الفلكي في رسم خريطة الوجه البحري، وبعد انتهائها انعم عليه برتبة صاغقول أغاسي، ونال رتبة البكباشي في أوائل عهد إسماعيل، والحق بديوان (وزارة) الاشغال، ونال رتبة قائمقام، وندب لمهمات عديدة، وصحب محمود باشا الفلكي إلى دنقله لرصد الكسوف الكلي للشمس سنة 1276 (1859) وسافر إلى سواكن بمعية إسماعيل باشا الفلكي لاكتشاف موضع يوافق إنشاء سكة الحديد من سواكن إلى شندي بالسودان، فاقام في هذه المهمة نحو أربعة أشهر في عمل الرسوم ثم اتضح عدم امكان انفاذ المشروع وقتئذ لما كان في الطريق من الاودية والعقبات، وعهد إليه مرة أخرى في رسم خريطة الوجه القبلي من اسيوط إلى القاهرة، فاستوفاها رسما وميزانية، وايضا في وضع تصميم ترعة تخرج من القناطر الخيرية إلى بحيرة مريوط، فوضع لها الرسوم والميزانيات، وبالجملة كان من كبار المهندسين الذين انتفعت البلاد من خدماتهم.

### حسن بك نور الدين
هو من سنهور غريبة، ومن زملاء علي باشا مبارك في بعثة الانجال، ترجم له في كلامه عن سنهور فقال عنه ما خلاصته ان مولده سنة 1237 (1822م) وتلقى التعليم الاولي في مكتب كفر مجر القريبة من سنهور، وانتقل من بعد سنتين إلى مدرسة طنطا فاقام بها سنة، ثم التحق بمدرسة قصر العيني بمصر، وانتقل منها إلى مدرسة أبي زعبل، ثم إلى مدرسة المهندسخانة ببولاق، وكان في فرقة علي باشا مبارك فاقام بالمدرسة خمس سنوات اتم فيها دراسة العلوم الرياضية النظرية والعملية وكان من ضمن السبعة الأوائل من الفرقة الأولى الذين اختارتهم الحكومة في بعثة الانجال لاتقان العلوم الحربية، فسافر ضمن هذه البعثة، ودخل مدرسة المهندسخانة بباريس، واستمر بها سنتين، ثم انتقل إلى مدرسة القناطر والجسور فاقام بها اربع سنوات، وكان يجمع بين العلم والعمل، فيقضي كل سنة ثمانية أشهر في تلقي العلوم واربعة أشهر في مشاهدة الأعمال الهندسية في المدن والاقاليم والثغور كالقناطر والموانئ والسكك الحديدية والمصانع.
وعاد إلى مصر سنة 1854 وتقلد المناصب الفنية، وكان من نوابغ المهندسين له أعمال وخدمات جليلة في السكك الحديدية والمالية، ومنها، انه رسم تصميم سكة الفيوم الحديدية، وانشا سكة حديد دسوق، وخط الصالحية، وعين باشمهندس سكة حديد القاهرة وتنقل في مناصب عدة، قال عنه علي باشا مبارك انه «إنسان حسن السير والسيرة، دين صالح، محب للصلحاء والعلماء».

## الطب والجراحة

### محمد علي باشا البقلي
ناظر مدرسة الطب، وكبير أطباء وجراحي مستشفى قصر العينين ووهو من زاوية البقلي مركز منوف، ومن انبغ نوابغ البعثات العلمية، ترجم له العلامة علي باشا مبارك فوصفه بالعالم التحرير، والعلم الشهير، السيد محمد علي باشا الحكم، ولد في زاوية البقلي سنة 1815، وقد اشتهرت هذه البلدة بمن نبغ من أبنائها، قال علي باشا مبارك عنها: «وهي القرية وان كانت صغيرة لكنها اخصت دون غيرها بمزية كثرة من ترقى منها في الوظائف السنة والخدمات الميرية من علماء الشريعة والرياضة والحكمة والطبيعة».
ترعرع المترجم فادخله أهل مكتبا ببلده، فتعلم الكتابة وشيئا من القرآن الحكيم، وفي التاسعة من عمره ادخله أحمد افندي البقلي مكتب أبي زعبل فلبث فيه ثلاث سنوات واتم قراءة القرآن، ثم دخل مدرسة أبي زعبل التجهيزية، فمكث بها أيضا ثلاث سنين، وبدت عليه مخايل الذكاء، واشتهر بحسن السير، فكان أول فرقته، ثم دخل مدرسة الطب، وكان ناظرها الدكتور كلوت بك، فاشتهر بالنبوغ وتوقد القريحة، وبذلك جهده في الدرس والتحصيل ففاق اقرانه، ولما اتم دراسة الطب اختاره كلوت بك ضمن البعثة التي ارسلت لفرنسا للتبحر في العلوم الطبية، فالتحق بمدرسة الطب بباريس «وبذل غاية جهده في تحصيل العلوم الطبية والجراحية وشهد له جميع اساتذتها بالتفوق على من معه مع كونه اصغرهم سنا».
وكان بارا باهله، ذكر عنه علي باشا مبارك ان مرتبه حين الحق بالبعثة كان مائة وخمسين قرشا، فترك لوالدته خمسين، وابقى لنفسه المائة، واتم مع زملائه امتحانات الطب بمدرسة باريس، ولم يبق عليه سوى تاليف الرسالة الطبية التي ينال بها دبلوم الطب، فالف رسالة طبية في الرمد الصديدي المصري، وحصل على الدبلوم، وعاد إلى مصر سنة 1838، فعين مدرسا للجراحة والتشريح بمدرسة الطب وكبيرا لجراحي المستشفى، ونال رتبة صاغقول اغاسي، ثم بعد قليل اعطى رتبة بكباشي، وفي عهد عباس باشا الأول انتقل من منصبه بالقصر العيني، وعين طبيبا في أحد اقسام القاهرة، وهو قسم قيسون وذلك «لمنافسة حصلت بينه وبين اطباء المستشفى الأوروبيين»، ولما ناله من الشهرة صار مقصد المرضى من جميع الجهات، وقل الوارد على مستشفى قصر العيني، وظلت شهرته في اتساع، ومكث كذلك نحو خمس سنين، ثم نال رتبة قائمقام وعين كبيرا لأطباء الالايات السعيدية ثم عاد لمنصب كبير جراحي مستشفى قصر العيني وعين وكيلا للمدرسة ومدرس الجراحة بها، ثم انعم عليه برتبة اميرلاي، وجعله سعيد باشا طبيبه الخاص، مع ابقاء وظائفه واخذه في معيته، وانعم عليه برتبة المتمايز واصطحبه في رحلته بأوروبا.
وفي عهد الخديوي إسماعيل باشا عين ناظرا لمدرسة الطب ورئيسا لمستشفى قصر العيني ورغب إليه الخديوي ان يؤلف الكتب لاحياء العلوم الطبية، ونال الرتبة الأولى، ثم عين رئيسا لأطباء الحملة الحربية التي جردها الخديوي إسماعيل على الحبشة بقيادة السردار راتب باشا، فادى خدمات جليلة لجنود الحملة، واستشهد هناك سنة 1876، فكانت وفاته في ساحة الواجب والجهاد.
ومما يذكر له انه بذل جهدا كبيرا في مكافحة الكوليرا التي انتابت مصر سنة 1865، وكافأته الحكومة على جهوده بالنيشان المجيدي من الرتبة الثالثة.
واظهر ناحية في شهرته انه كان نابغة الجراحين، وكان بارا بالناس، محبا للخير يعطف على الفقراء من المرضى، فلا يطلب منهم اجرا، وله في الطب تاليف قيمة، كتاب في الجراحة الصغرة سماه «روضة النجاح الكبرى في العمليات الجراحية الصغرة» طبع سنة 1843، وكتاب «غرر النجاح في أعمال الجراح» في جزأين طبع سنة 1846، و«نشر الكلام في جراحة الاقسام» لم يطبع، وكتاب في العمليات الجراحية الكبرى في مجلدين سماه «غاية الفلاح في أعمال الجراح» طبع سنة 1865، واصدر سنة 1865 مجلة اليعسوب بالاشتراك مع الدكتور إبراهيم دسوقي بك وهي أول مجلة طبية عربية ظهرت في مصر.

### إبراهيم بك النبراوي
هو من نبروه بمديرية الغربية، تلقى التعليم الاولي في مكتب البلد، ثم ترك المكتب وتعلق بالبيع والشراء والتجارة، وسافر إلى مصر للتجارة فخسر فيها فدخل الأزهر، واشتغل بطلب العلم إلى أن اختارت الحكومة من الأزهر بعض تلاميذه لالحاقهم بمدرسة الطب بابي زعبل، فرغب المترجم الالتحاق بها فانتظم في سلكها ونال بها رتبة ملازم، ونبغ فيها، فكان أحد أعضاء البعثة الطبية الذين اختارهم الدكتور كلوت بك لاتمام علومهم في فرنسا، فسافر ضمنها واقام بفرنسا 13 سنة واتم علومه وعاد سنة 1833، وارتقى إلى رتبة يوزباشي، وعين استاذا بمدرسة الطب وكانت قد انتقلت إلى قصر العيني وبعد قليل نال رتبة صاغ قول اغاسي، وذاع صيته، واشتهرت كفاءته، فاختاره محمد علي طبيبا له، وقربه واغدق عليه من المنح والانعامات، ونال رتبة أميرلاي، وكان مقصد الامراء والبيوت الكبيرة في العلاج، واصطحبه محمد علي في رحلته إلى أوروبا سنة 1848، واختاره عباس باشا الأول أيضا طبيبا له بعد ولايته الحكم، واصطحبته والدة عباس باشا في رحلتها إلى الحجاز، ولما رجع المترجم من الحج وجد زوجته الافرنجية التي تزوج بها أثناء دراسته في أوروبا قد توفيت، فتزوج باشراقة من جواري والدة عباس باشا انعمت عليه بها، وما زال في عز ونعمة إلى أن توفى سنة 1862، وقد وصفه العلامة علي باشا مبارك الذي نقلنا عنه معظم هذه الترجمة بانه كان إنسانا كريم الشيم، رفيع الهمة يغلب عليه الفرح والانبساط، فكنت تراه دائما مستصحبا للمغاني والات الطرب، قال: وهو انجب من اشتهر في الجراحة، ذو اقدام على ما لم يقدم عليه غيره. فمن ذلك انه كان يشق على ادرة الرجل ويعمل فيها العمليات المنتجة للصحة ولم يسبقه في ذلك غيره.
وله من المؤلفات (الأربطة الجراحية) ترجمه عن الفرنسية وطبع سنة 1838، ونبذة في الفلسفة الطبيعية تاليف كلوت بك ترجمها إلى العربية، ونبذة في اصول الطبيعة والتشريح العام لكلوت بك أيضا ترجمها إلى العربية.

### أحمد حسن الرشيدي بك
هو من نوابغ خرجي مدرسة الطب المصرية والبعثات، ومن اركان النهضة الطبية العلمية بتاليفه وتراجمه، وأكثر علماء الطب تاليفا وترجمة وتعريبا، نشا في الأزهر، وانتقل منه إلى مدرسة الطب في أبي زعبل، واتم العلوم الطبية في فرنسا ضمن أعضاء البعثة الرابعة، وبعد عودته عين استاذا في مدرسة الطب، واخذ في الترجمة والتاليف بهمة لا تعرف الكلل وكفاءة ومقدرة ومتانة في اللغة فاق فيها زملاءه وانداده، وقد بلغت مؤلفاته تسعة في عهد محمد علي، ثم ركدت حركة العلم والتاليف في عصر عباس، وسعيد، فلما صارت الاريكة الخديوية إلى الخديوي إسماعيل قربه إليه وحثه على العمل، فالف كتاب عمدة المحتاج لعلمي الادوية والعلاج، وتوفى سنة 1866، وهاك مؤلفاته:
1- رسالة في تطعيم الجدري، ترجمها عن كلوت بك وطبعت سنة 1836. 2- كتاب الدراسة الاولية في الجغرافية الطبيعية طبع سنة 1838. 3- ضياء النيرين في مداواة العينين، معرب عن الفرنسية طبع سنة 1840. 4- طالع السعادة والاقبال في علم الولادة وامراض النساء والاطفال ترجمه على هيبة افندي الحكيم وصححه الرشيدي في جزأين طبع سنة 1842. 5- نبذة في تطعيم الجدري طبع سنة 1843. 6- بهجة الرؤساء في امراض النساء طبع سنة 1845. 7- نزهة الاقبال في مداواة الأطفال طبع سنة 1845. 8- الروضة البهية في مداواة الامراض الجلدية في مجلدين طبع سنة 1847. 9- نخبة الامائل في علاج تشوهات المفاصل. 10- عمدة المحتاج في علمي الادوية والعلاج، وهو أهم كتبه وهو دائرة معارف طبية في أربعة مجلدات كبيرة، طبع سنة 1867 بعد وفاة المؤلف.

### محمد الشافعي بك
من أعضاء البعثة الرابعة، ولما عاد من فرنسا عين استاذا بمدرسة الطب، ثم ناظرا عليها، وهو أستاذ سالم باشا الطبيب المشهور، وله في التاليف والترجمة كتاب:
1- احسن الاغراض في التشخيص ومعالجة الامراض طبع سنة 1843 في جزأين. 2- الدرر الغوال في معالجة امراض الأطفال لمؤلفه كلوت بك عربه المترجم وطبع بمطبعة بولاق 1844. 3- السراج الوهاج في التشخيص والعلاج طبع سنة 1864 في أربعة مجلدات.

### محمد الشباسي بك
من أعضاء البعثة الرابعة اقام بفرنسا 13 سنة لاتمام العلوم الطبية، ولما عاد إلى مصر عين استاذا للتشريح بمدرسة الطب.
وله في التاليف كتاب التنوير في قواعد التحضير الفه بارشاد الدكتور كلوت بك وطبع سنة 1847 – وعر بكتب التنقيح الوحيد في التشريح الخاص الجديد طبع بمطبعة بولاق سنة 1845.

### مصطفى بك السبكي
من أعضاء البعثة الرابعة، مدرس الرمد بمدرسة الطب، ومن مشاهير أطباء العيوم توفى سنة 1844.

### عيسوي افندي النحراوي
من أعضاء البعثة الرابعة، أستاذ علم التشريح بمدرسة الطب ومترجم كتاب التشريح العام المطبوع بمطبعة بولاق سنة 1835.

### حسين غانم الرشيدي افندي
من أعضاء البعثة الرابعة، كان قبل سفره إلى فرنسا من مصحيي الكتب الطبية بمدرسة الطب، سافر إلى فرنسا سنة 1832 واقاما بها 13 سنة، واتقن علم الصيدلة، وبعد عودته عين استاذا لهذا الفن بمدرسة الطب، ثم عين مديرا لمعمل الصيدلة في عهد محمد علي، وهو مؤلف الدر الثمين في فن الاقرباذين، طبع في بولاق سنة 1848، وقد اشاد كلوت بك بذكره هو والسيد أحمد حسن الرشيدي وعدهما من نوابغ البعثات المصرية.

### محمد عبد الفتاح
من خريجي البعثة الثالثة، ترجم كتبا عدة في الطب والتاريخ الطبيعي، منها كتاب: 1- نزهة المحافل في معرفة المفاصل، طبع سنة 1841. 2- مشكاة اللائذين في علم الاقرباذين طبع سنة 1844. 3- البهجة السنية في اعمار الحيوانات الأهلية، طبع سنة 1844. 4- المنحة لطالب قانون الصحة، طبع سنة 1845.

### علي هيبة
من تلاميذ البعثة السادسة، وكلاهما اتم دراسة الطب والجراحة بمدرسة قصر العيني، وبلغ رتبة يوزباشي، ثم ارسل إلى النمسا سنة 1845 للتخصص في الرمد على الدكتور بجر الاختصاصي في الرمد بمدينة بج، ونال كلاهما شهادة التخصص من الاستاذ المذكور، ولما عادا إلى مصر أمر محمد علي باشا باقامتهما بالقاهرة للانتفاع بفنهما وعلاجهما امراض العيون، واختارت الحكومة بعض التلاميذ للتخرج على يدهما والتخصص في الرمد لارسالهم إلى البنادر المهمة للقيام بمهام أطباء الرمد.
وانعم على كل منهما برتبة صاغقول اغاسي، وقد وصل حسين عوف إلى رتبة الباشوية، وكان من كبار اساتذة الطب، وتخرج على يده كثير من الأطباء، وكان إبراهيم دسوقي بك أيضا من اساتذة المدرسة المذكورة.

### مصطفى الواطي بك
من تلاميذ البعثة الخامسة، اتم الطب في مدرسة الطب المصرية، وارسل إلى باريس واقام بها سنتين ونصفا للتخصص في صناعة طب الاسنان، وتراس في مصر قسم ترجمة الطبيات بفروعها في قلم الترجمة ثم صار وكيلا لمدرسة الطب.

### عثمان افندي إبراهيم
من تلاميذ البعثة الخامسة، وكان زميلا لمصطفى الواطي، ولما عاد الاثنان اصدر محمد علي باشا امره بابقائهما بالمستشفى لتدريس هذا الفن للتلاميذ ومعالجة المرضى.
رجال الدولة والسياسة: الأمير إسماعيل (الخديوي إسماعيل باشا)
كان من تلاميذ البعثة الخامسة، ودرس الفنون الحربية بفرنسا، وتولى اريكة مصر بعد وفاة سعيد باشا، وقد خصصنا للكلام عنه كتاب عصر إسماعيل.

### محمد شريف باشا
من تلاميذ البعثة الخامسة، وهو الوزير الكبير شريف باشا مؤسس النظام الدستوري في مصر، وصاحب الموقف المشرف في الدفاع عن وحدة مصر والسودان، والمستقيل من رئاسة الوزارة اعتراضا على سلخ السودان عن مصر، والقائل كلمته الخالدة: "إذا تركنا السودان فالسودان لا يتركنا"، ولما كانت حايته العامة قد اقترنت بعهد إسماعيل وتوفيق فقد ترجمنا له في كتاب عصر إسماعيل".

## الحربية والإدارة العسكرية

### مصطفى مختار بك
مصطفى مختار بك، مدير ديوان المدارس، من تلاميذ البعثة الأولى، وكان من قبل موظفا بديوان محمدعلي، وتخصص لدراسة الفنون الحربية، وكان هو وعبدي شكري باشا وحسن باشا الاسكندراني بمثابة الرؤساء الثلاثة للبعثة الأولى، وقد خصهم رفاعة بك الذي زاملهم في الدراسة بالذكر فقال عنهم: «قد بعث صاحب السعادة محمد علي باشا في السفر إلى بلاد فرنسا ثلاثة رؤساء من اكادير ديوانه السعيد، وجعلهم ارباب نظر عام على من عداهم وهم على هذا الترتيب، فاولهم صاحب الراي التام والمعرفة والاحكام، حائز فضيلتي السيف والقلم، والعارف برسوم العرب والعجم حضرة عبدي افندي المهر دار، والثاني صاحب الراي السديد، والطالع السعيد، من خلع في حب المعالي العذار، خضرة مصطفى مختار افندي الدويدار، والثالث الحاوي بين العلم والعمل، والبراع والاسل، حضرة الحاج حسن الاسكندراني».
وقد عاد المترجم من فرنسا بعد أن اتم دراسته سنة 1832 ونال رتبة بكباشي ولقب بك، واشترك في الحرب السورية الأولى وكان فيها من خاصة اركان حرب إبراهيم باشا وياورا له، ثم عين بعد ذلك رئيس مجلس شورى المدارس، ثم مدير ديوان المدارس، فهو أول وزير للمعارف في تاريخ مصر الحديث، وعين رئيسا للمجلس العالي في عهد محمد علي باشا خلفا لعبدي شكري باشا، وكانت الأعمال الهندسية محالة إلى عهدته، فكان وزيرا للمعارف والاشتغال وتوفى سنة 1838.
من تلاميذ البعثة العلمية الأولى، اتقن في فرنسا فن صب المدافع وصنع الاسلحة، وعين بعد عودته بالطوبخانة المصرية، معمل الاسلحة والمدافع، برتبة يوزباشي، واخذ يتدرج إلى أن صار ناظر الكهرجالات (معامل البارود) في عهد محمد علي، ونال رتبة اميرالاي، وقد ذكره كلوت بك في كتابه، وعده في مقدمة نوابغ البعثات المصرية ويسميه (أمين بك مدير فابريقة ملح البارود)

### أحمد بك
من تلاميذ البعثة الأولى، تخصص في فرنسا لدراسة الفنون الحربية، وقضى في دراسته ست سنوات، واشترك في الحرب السورية الأولى، وكان من اركان حرب إبراهيم باشا، وقد عهد إليه بعد صلح كوتاهية بتحصين مضايق جبل طوروس التي انتهت إليها حدود مصر الشمالية، فاضطلع بهذه المهمة وقام بها خير قيام، واشترك معه فيها الكولونل سليم بك، ولازم إبراهيم باشا في واقعة نصيبين.
ناظر المعارف العمومية في عهد توفيق باشا، تعلم بمدارس مصر، وسافر إلى فرنسا سنة 1260هـ ضمن البعثة الخامسة، واقام بباريس سنتين، ثم نقل إلى مدرسة الطوبجية بمدينة متس واقام بها سنتين ودرس بها فن الاستحكامات والفنون الحربية الأخرى، والحق بالالايات الفرنسية، وفي سنة 1266 أمر عباس باشا الأول بعودة جميع طلبة البعثة، فعاد المترجم إلى مصر، ونال رتبة يوزباشي، وعين مدرسا لالهامي باشا ابن عباس باشا، ثم الحق باركان حرب سليمان باشا الفرنساوي (الكولنل سيف) وصار ناظرا للمدرسة التجهيزية سنة 1864 ثم ناظرا لدروس المدارس الحربية، ثم مستشارا بمحكمة الاسئناف المختلطة ثم ناظرا للمعارف العمومية.[1]

### حماد عبد العاطي (باشا)
اصله من دير الجنادلة مركز أبو تيج، يسميه علي باشا مبارك الأمير الجليل حماد بك ابن عبد العاطي، كان له جد شهير يسمى عيسى له زاوية هناك تسمى زاوية عيسى".
نشا نشاته العلمية الأولى في مدرسة أبو تيج سنة 1249 هـ، ثم انتقل منها إلى مدرسة قصر العيني، ثم مدرسة أبي زعبل، ثم إلى مدرسة المهندسخانة ببولاق، ثم انتخب ضمن تلاميذ البعثة الخامسة لتعلم الفنون الحربية بفرنسا، فدخل مدرسة المدفعية بمدينة متس ودرس بها فن الاستحكامات والفنون الحربية الأخرى، وخدم في الالايات الطوبجية الفرنسية نحو سنة، ثم عاد إلى مصر، وتدرج في وظائف عدة، منها التدريس بالمدارس الحربية، ونظارة قلم الهندسة بديوان الاشغال، ونال رتبة البكباشي، ثم الميرالاي، وصار مستشارا بمحكمة الاستنئاف المختلطة سنة 1879.

## الملاحة والعلوم البحرية وبناء السفن

### الاميرال عثمان نور الدين باشا
هو من أول من ارسلهم محمد علي إلى أوروبا لتلقي العلوم، وقد ترجمنا له في الفصل الحادي عشر (ص 451 بالطبعة السابقة).

### الاميرال حسن باشا الاسكندراني
من تلاميذ البعثة الأولى، تخصص لدراسة فنون الملاحة والهندسة البحرية في فرنسا، وكان يبلغ من العمر حين سفره بهذه البعثة 37 سنة، وعاد من فرنسا سنة 1831، فالتحق بالاسطول المصري، وبرهن على كفاءته ومهارته، وارتقى في المناصب إلى أن صار رئيس ترسانة الإسكندرية، وناظرا للبحرية ونال رتبة الباشوية.
وقد تولى قيادة الاسطول المصري الذي حارب الروسيا في حرب القرم سنة 1853 في عهد عباس باشا الأول وسعيد باشا، وكان هذا الاسطول مؤلفا من 12 سفينة حربية، واظهر شجاعة ورداية، وغرق في تلك الحرب سنة 1855 مع السفينة مفتاح جهاد التي كانت تقله وغرق معه معظم جنود وضباط السفينة، وكانت هذه آخر الحملات التي قامت بها السفن الحربية من الاسطول الضخم الذي انشاه محمد علي الكبير.

### محمد شنان بك
من تلاميذ البعثة الأولى، تخصص لدراسة العلوم والفنون البحرية، وبعد عودته خدم الاسطول، وتولى قيادة السفينة الحربية (البحيرة) من سفن الاسطول المصري الذي كان يقوده الاميرال حسن باشا الاسكندراني في حرب القرم كما تقدم ذكره، وغرق مع السفينة المذكورة.

### محمود نامي بك
من تلاميذ البعثة الأولى وزميل حسن باشا الاسكندراني وشان بك في البعثة المذكورة، وبعد عودته عينه محمد علي محافظا لبيروت أثناء الفتح المصري، فبقى بهذا المنصب سبع سنوات من سنة 1833 إلى سنة 1840 وسار سيرة عدل واصلاح مما حببه إلى نفوس الاهلين، وهو جد الداماد أحمد نامي بك رئيس حكومة سورية سابقا.

### محمد بك راغب
من تلاميذ البعثة الثالثة، تخصص في إنجلترا لتعلم فن بناء السفن، وعين مع حسن بك السعران لرئاسة قسم الهندسة وانشاء السفن في ترسانة الإسكندرية وتوليا العمل الذي كان يقوم به المسيو سيرزي بك في الترسانة.
عبد الحميد الديار بكر لي ويوسف اكاه افندي وعبد الكريم افندي. تعلموا الفنون البحرية في إنجلترا وصاروا من امهر ضباط الاسطول المصري.

## الحقوق والعلوم السياسية

### عبدي شكري باشا
من تلاميذ البعثة الأولى وهو ابن حبيب افندي كتخدا محمد علي، وقد التحق بالبعثة وعمره 29 سنة، وتخصص لدراسة الحقوق والإدارة الملكية، وعاد من فرنسا سنة 1830 ثم عين مامورا للبعثة بفرنسا وترقى في المناصب إلى أن صار رئيسا للمجلس العالي في عهد محمد علي ونال رتبة الباشوية، وعين مديرا لديوان المدارس أي وزيرا للمعارف العمومية في عهد عباس باشا الأول، وقد ذكره الدكتور كلوت بك ضمن نوابغ خريجي البعثات.

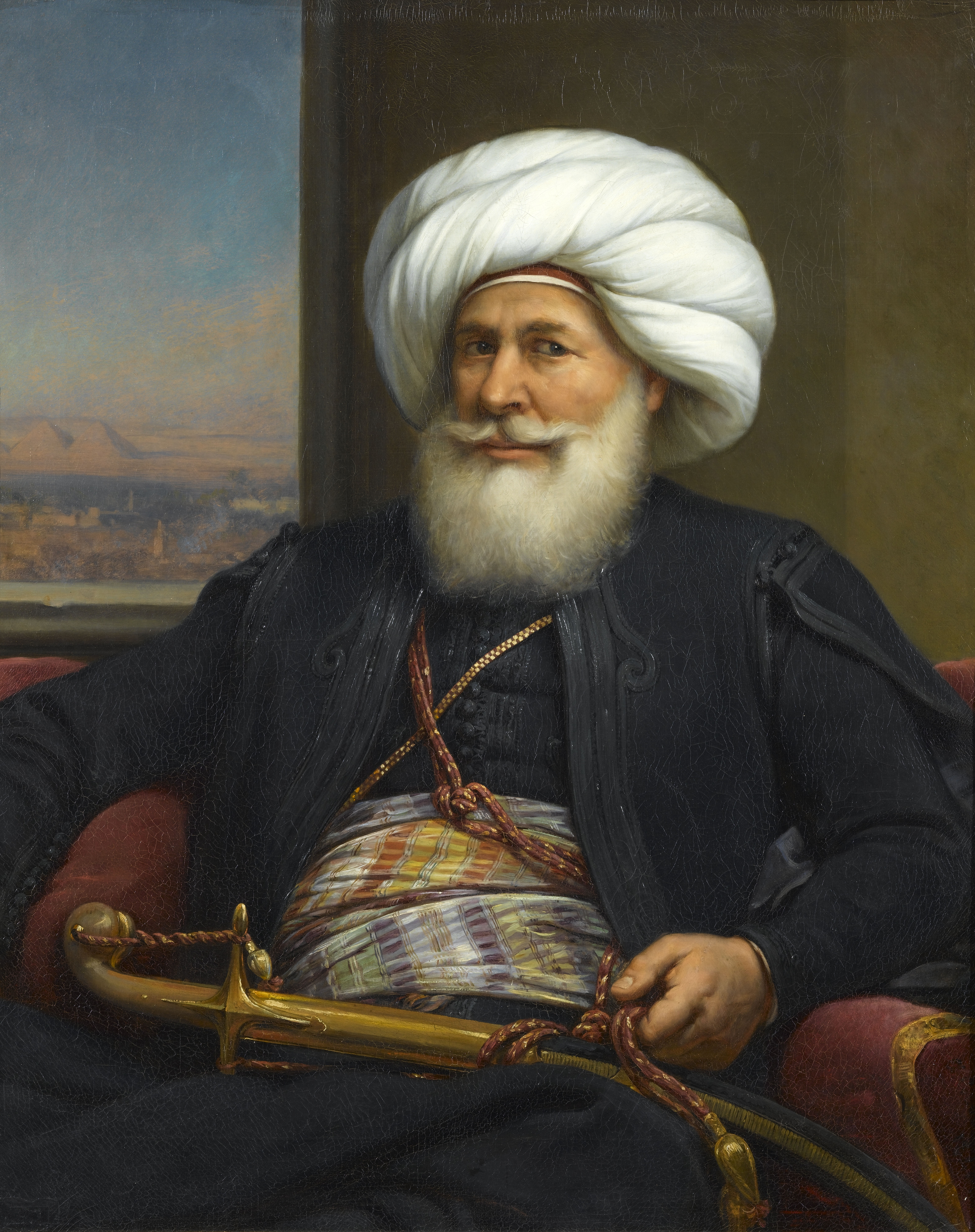
شخصية

### ارتين بك
من تلاميذ البعثة الأولى، عاد من فرنسا بعد أن اتم دراسة الحقوق والإدارة الفكرية، وعين وكيلا لمدرسة المهندسخانة ببولاق، ثم سكرتيرا أول وترجمانا لمحمد علي باشا، وهو الذي تولى ابلاغ وكلاء الدور بمصر (أبريل سنة 1839) بلاغ محمد علي قبل الحرب السورية الثانية انه كتب إلى إبراهيم باشا الا يخوض غمار الحرب الا إذا تحقق من زحف الجيش العثماني، وقد صار وزيرا للتجارة والخارجية خلفا لبوغوص بك، وبعده الدكتور كلوت بك من نوابغ البعثات المصرية وهووالد يعقوب ارتين باشا وكيل نظارة المعارف العمومية سابقا.

### اسطفان بك
من تلاميذ البعثة الأولى، وقد عين مديرا للمدرسة المصرية التي انشئت للبعثة العلمية الخامسة بباريس، ويعده الدكتور كلوت بك من نوابغ البعثات، وكان من كبار موظفي الحكومة في عهد عباس باشا الأول ووزيرا للخارجية في عهد سعيد باشا.

### عبد الله بك السيد
من تلاميذ البعثة الخامسة، وهو من العجميين بالفيوم، علم في مدرسة الالسن واتقن علومها والتحق بالبعثة الخامسة، وتخصص في فرنسا لدراسة الحقوق، وبعد عودته تقلد المناصب في الحكومة واخرها انه عين رئيسا للمحكمة التجارية بالإسكندرية، ثم مستشارا بمحكمة الاستئناف المختلطة سنة 1875 وتوفى سنة 1876.

## الطبيعيات والزراعة

### أحمد يوسف افندي
من تلاميذ البعثة الأولى، تخصص في دراسة العلوم الكيميائية، وعين بعد عودته شئنجيا بدار الضرب سنة 1832، وقد صحب محمد علي باشا في رحلته بالسودان للكشف عن مناجم الذهب، وذكره في هذا الصدد رفاعة بك رافع ويسميه أحمد افندي يوسف الجشنجي، ورحل أيضا إلى بلاد المكسيك بأمريكا لزيارة مناجم الذهب بها، ثم عين مديرا لدار الضرب وكانت من المناصب الكبيرة في ذلك العهد.

### حسنين افندي علي البقلي
من تلاميذ البعثة الثانية وهو أخو محمد علي باشا البقلي، تعلم بمدرسة قصر العيني، ثم التحق بالبعثة الثانية، وبعد عودته عين جشنجيا بدار الضرب بالقلعة ومدرس الكيمياء والطبيعة بقصر العيني وتوفى سنة 1853، قال عنه علي باشا مبارك انه «كان من احسن الناس خلقا وخلقا وله وقوف تام على صنعته».

### أحمد بك ندا
من تلاميذ البعثة الخامسة، تخصص في العلوم الكيماوية واتقن صناعة الصابون وشمع العسل، وعين بعد عودته استاذا في مدارس الطب والمهندسخانة واركان الحرب، وله مؤلفات جليلة، منها الاقوال المرضية في علم الطبقات الأرضية، طبع ببولاق سنة 1781، وحسن البراعة في علم الزراعة ترجمه من الفرنسية عن فيجري بك طبع ببولاق سنة 1866، وحسن الصناعة في علم الزراعة، وهو من تاليفه طبع ببولاق سنة 1874، والايات البينات في علم النباتات طبع ببولاق سنة 1866، والحجج البينات في علم الحيوانات ترجمه من الفرنسية طبع ببولاق سنة 1867، وله مباحث جليلة في علم النبات نشرت بمجلة روضة المدارس.

### عبد الهادي إسماعيل
من تلاميذ البعثة الخامسة، اتم دراسته بمدرسة الطب البيطري بمصر ثم بفرنسا وعين بعد عودته مدرسا بمدرسة الطب البيطري، واخر المناصب التي تولاها ان عين ناظرا لمدرسة الطب البيطري في عهد الخديوي إسماعيل.

### يوسف افندي
من تلاميذ البعثة الأولى، تخصص لعلوم الزراعة وعين بعد عودته مديرا للحدائق وناظرا لمدرسة الزراعة بنبروه.

## الفنون الجميلة

### حسن افندي الورداني
من تلاميذ البعثة الأولى، اتم في فرنسا دراسة الرسم والزخرفة والفنون الجميلة، وعين بعد عودته مدرسا لفن الرسم والنقش بمدرسة المهندسهانة ببولاق بدل الاستاذ الفرنسي الذي كان بها، ونبغ في فنه وتخرج على يده كثير من التلاميذ، وقد اشاد الدكتور كلوت بك بذكره في كتابه وعده من نوابغ البعثات المصرية.

### محمد افندي مراد
من تلاميذ البعثة الثالثة، عين بعد عودته أستاذ في الرسم والنقش والزخرفة، وكان نابغا في فنه، وقد امتدحه الدكتور كلوت بك في كتابه وعده من نوابغ البعثات.

### محمد افندي إسماعيل
من تلاميذ البعثة الثالثة أيضا، قضى في أوروبا 21 سنة، وعين بعد عودته استاذا بمدرسة الرفاعي بالقارهة بناء على تكليفه من قبل والدة الخديوي إسماعيل باشا وقد تم بناء المسجد بعد وفاته.

### محمد صادق باشا
اتم في فرنسا دراسة الرسم والزخارف وعين بعد عودته مدرسا للرسم بالمدارس ثم بالمدرسة الحربية بالقلعة في عهد سعيد باشا.